# JKT48
JKT48 (đọc là "J.K.T. forty-eight") là nhóm nhạc nữ thần tượng Indonesia và là nhóm nhạc chị em quốc tế đầu tiên của AKB48. Nhóm ra đời năm 2011 và được đặt theo tên thủ đô Jakarta của Indonesia.
Trong khi JKT48 không giới hạn thành viên theo quốc tịch, ứng viên phải là cư dân của Indonesia. Tính đến tháng 12 năm 2021, nhóm có 39 thành viên. Trước đó, nhóm được chia thành 3 Team: Team J, Team KIII và Team T, cùng với cấp Academy (trước là Kenkyuusei), đến ngày 11 tháng 1 năm 2021, nhóm thông báo sẽ phải loại 26 thành viên và từ bỏ mô hình Team và Academy, toàn bộ 33 thành viên sẽ được gọi đơn giản là JKT48
Vào ngày 16 tháng 2 năm 2013, JKT48 phát hành album phòng thu đầu tiên Heavy Rotation thông qua Hits Records, một nhánh của công ty con PT Star Media Nusantara thuộc MNC. Nhóm thường biểu diễn các bài hát của AKB48 và các nhóm chị em khác được dịch sang tiếng Indonesia. Nhóm phát hành đĩa đơn gốc đầu tiên mang tên "Rapsodi " vào tháng 1 năm 2020.
Nhóm hoạt động theo mô hình "Idol you can meet" (thần tượng bạn có thể gặp mặt). Khái niệm này bao gồm các buổi concert tại các sự kiện trước công chúng và sự kiện "bắt tay" (Handshake Event), nơi người hâm mộ có thể gặp các thành viên trong nhóm, giống các nhóm nhạc chị em khác của AKB48, trước khi đổi thành "idols that will come to meet you" (thần tượng sẽ đến gặp bạn) từ 8 tháng 4 năm 2018.

## Ý tưởng ra đời
Giống như AKB48- nhóm nhạc thần tượng nữ Nhật Bản được thành lập vào năm 2005 tại Akihabara, Tokyo, JKT48 dựa trên khái niệm về những thần tượng mà người hâm mộ có thể "gặp mặt" tại các buổi concert trước công chúng. Indonesia được coi là một thị trường tiềm năng cho ngành kinh doanh thần tượng (idol business) vì dân số tương đối trẻ — Tính đến năm 2012, khoảng một nửa dân số tại đây dưới 30 tuổi — và sự phổ biến của các bộ truyện tranh Nhật Bản như Slam Dunk và One Piece. Để đưa mô hình AKB48 đến Indonesia, nhà sản xuất Akimoto Yasushi và Dentsu Media Group Indonesia hợp tác với tập đoàn truyền thông lớn nhất tại đây, Global Mediacom và Rakuten.

Trong một cuộc phỏng vấn tại chương trình TalkAsia của CNN, Akimoto đã giải đáp về việc chọn Indonesia là nơi đầu tiên trong việc mở rộng mô hình AKB48 ra nước ngoài:
"People in Indonesia were interested in AKB48. That is why we decided to try it in Jakarta. Kids watched AKB on the internet and they want to do the same, but they don't know whether they have talent. Also it's difficult [for them] to go to Japan to audition."
(Mọi người ở Indonesia rất quan tâm đến AKB48. Đó là lý do tại sao chúng tôi quyết định thử nghiệm ở Jakarta. Trẻ em ở đây đã xem AKB trên internet và họ muốn làm điều tương tự, nhưng không biết liệu chúng có tài năng hay không. Cũng khó [cho họ] để đến Nhật Bản dự buổi thử giọng.)

Sau đó, giám đốc tiếp thị của Rakuten – MNC, Reino Barack và Arya Sinulingga kể lại chuyến thăm Nhật Bản của mình:
"When I watched AKB48's theater performance in Akihabara, I sensed the potential for a new business in Indonesia."
(Khi tôi xem buổi biểu diễn tại nhà hát của AKB48 ở Akihabara, tôi đã cảm nhận được tiềm năng kinh doanh mới ở Indonesia.)

## Lịch sử

### 2011–2012: Ra đời & 2 thế hệ đầu tiên
Việc thành lập JKT48 đã được công bố vào ngày 11 tháng 9 năm 2011 trong một sự kiện của AKB48 tại trung tâm hội nghị Makuhari Messe ở Chiba, Nhật Bản. Các cuộc phỏng vấn ứng viên diễn ra vào những tuần sau đó vào cuối tháng 9, và buổi thử giọng đầu tiên được tổ chức sau một tháng từ ngày 8 đến ngày 9 tháng 10 năm 2011.Thành viên Minami Takahashi của AKB48 cũng đến Jakarta trong buổi thử giọng để quảng bá JKT48 cùng người hâm mộ AKB48. Mặc dù ứng viên không cần phải là công dân Indonesia nhưng họ đã phải cư trú tại đây. Khoảng 1.200 cô gái đã tham gia thử giọng, và 51 cô gái đã được chọn để đi tiếp vào vòng 2. Các thí sinh lọt vào vòng chung kết được đánh giá dựa trên màn trình diễn vũ đạo của họ với "Heavy Rotation", từ đĩa đơn cùng tên của AKB48 và phần trình diễn một bài hát mà họ chọn. 28 thành viên thế hệ đầu tiên của nhóm từ 12–21 tuổi đã được chọn vào ngày 2 tháng 11 năm 2011.

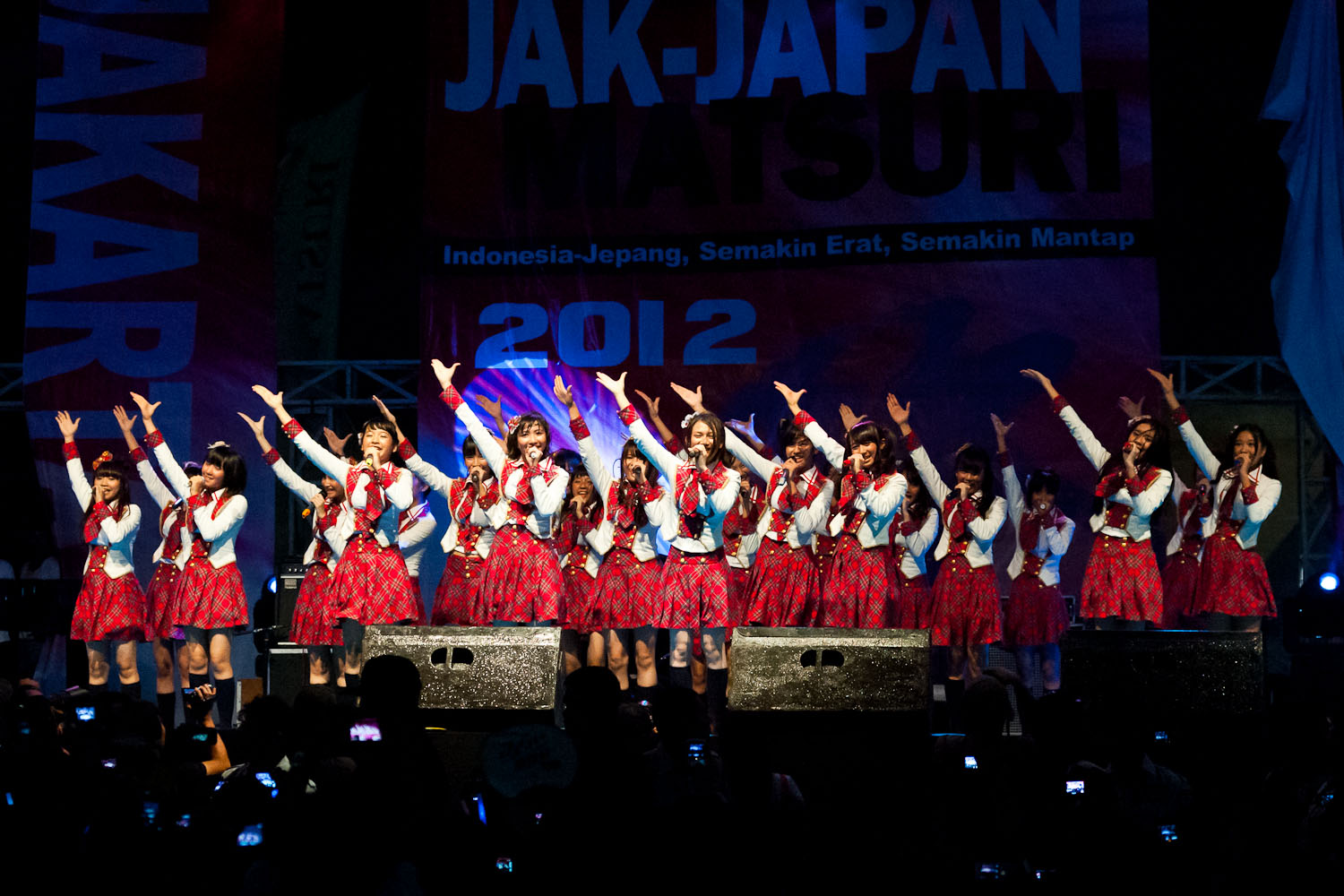
JKT48 biểu diễn năm 2012

Vào ngày 17 tháng 12 năm 2011, JKT48 ra mắt lần đầu trước công chúng trong chương trình âm nhạc 100% Ampuh trên Global TV và biểu diễn "Heavy Rotation" bằng tiếng Indonesia.
Là một phần của khái niệm "thần tượng bạn có thể gặp hàng ngày", AKB48 biểu diễn hàng ngày tại nhà hát của mình ở Akihabara. Công ty quản lý JKT48 đã hướng tới việc thực hiện cùng nguyên tắc này và bắt đầu tìm kiếm các địa điểm ở Jakarta cho nhà hát riêng của nhóm vào đầu 2012. Một địa điểm trống trong trung tâm mua sắm fX Sudirman đã được chọn làm nhà hát và kế hoạch cải tạo nó đã bắt đầu vào tháng 4. Trong khi đó, các buổi biểu đầu tiên được tổ chức từ ngày 17–20 tháng 5 năm 2012 tại một sân khấu tạm thời trong Tòa nhà Nyi Ageng Serang ở Kuningan, Jakarta. Nhà hát chính thức mở cửa vào ngày 8 tháng 9 năm 2012 phục vụ các buổi biểu diễn hàng ngày với danh sách gồm 16 bài hát đã được dịch sang tiếng Indonesia. Nhà hát ban đầu có sức chứa 180 chỗ ngồi và 30 chỗ đứng, là bản sao gần giống Nhà hát AKB48, hiện tại sức chứa khoảng 350 người.

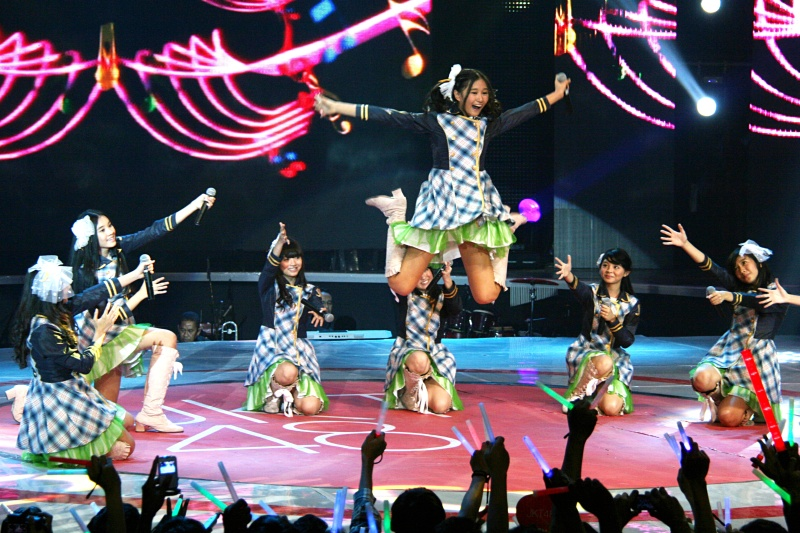
JKT48 biểu diễn tại Megakonser RCTI 2012

JKT48 cũng biểu diễn tại Nhật Bản cùng với các nhóm chị em khác của AKB48. Trong buổi biểu diễn đầu tiên tại Nhật Bản, nhóm là khách mời đặc biệt tại AKB48 Kōhaku Taikō Uta Gassen 2011 và biểu diễn phiên bản tiếng Indonesia của "Aitakatta", nhóm cũng biểu diễn với AKB48 và các nhóm chị em khác tại NHK Kōhaku Uta Gassen lần thứ 62 với tổng 210 thành viên trên sân khấu, nhóm tham gia vào các buổi concert của AKB48 năm 2012 tại Saitama Super Arena và Tokyo Dome.
Vào ngày 13 tháng 8 năm 2012, công ty quản lý bắt đầu nhận đơn đăng ký cho các thành viên thế hệ thứ 2. Trong số 4.500 ứng viên, khoảng 200 người đã được chọn để phỏng vấn vào tháng 9, sau đó cắt giảm từ 67 xuống 31 người trong vòng tuyển chọn do RCTI tổ chức. Tất cả 31 thí sinh cuối cùng được chọn làm thành viên thế hệ thứ 2 tại buổi thử giọng cuối cùng vào ngày 3 tháng 11 tại Nhật Bản. Ngoài ra, các thành viên AKB48 là Takajō Aki và Nakagawa Haruka, những người chuyển sang JKT48 đã được thông báo tại buổi hòa nhạc tại Tokyo Dome, cả 2 chính thức bắt đầu hoạt động cùng nhóm vào ngày 1 tháng 11 và ra mắt nhà hát vào ngày 26 tháng 12. Nakagawa bắt đầu quan tâm đến Jakarta trong chuyến thăm với các thành viên khác của AKB48 vào tháng 2 năm 2012.

### 2013–2020: Thăng trầm
JKT48 đã lên kế hoạch phát hành album đầu tay vào tháng 1 năm 2013, nhưng bị cản trở vì lũ lụt ở Jakarta. Để chào mừng ngày phát hành, công ty quản lý đã phát 100.000 đĩa CD miễn phí. Mỗi đĩa đơn có phiên bản tiếng Indonesia của một trong bốn bài hát: "Heavy Rotation"; "Kimi no Koto ga Suki Dakara"; "Baby! Baby! Baby!"; và "Ponytail to Shushu". Một số thành viên đã bị ảnh hưởng trực tiếp bởi lũ lụt sau đó đã tổ chức một sự kiện từ thiện để gây quỹ cho các nỗ lực cứu trợ của thành phố. Album đầu tay mang tên Heavy Rotation được phát hành giới hạn tại Nhà hát JKT48 vào ngày 16 tháng 2 năm 2013 và được bán tại các cửa hàng trên toàn quốc vào ngày 2 tháng 3. Tất cả 4 bài hát nói trên đều có trong album. Trong năm 2013, JKT48 phát hành 4 single: "River" (11 tháng 5), "Apakah Apakah Kau Melihat Mentari Senja?" (3 tháng 7),   "Fortune Cookie yang Mencinta" (21 tháng 8) và "Musim Panas Sounds Good!" (26 tháng 11). Đĩa đơn thứ 3 được phát hành đồng thời với nhóm AKB48.

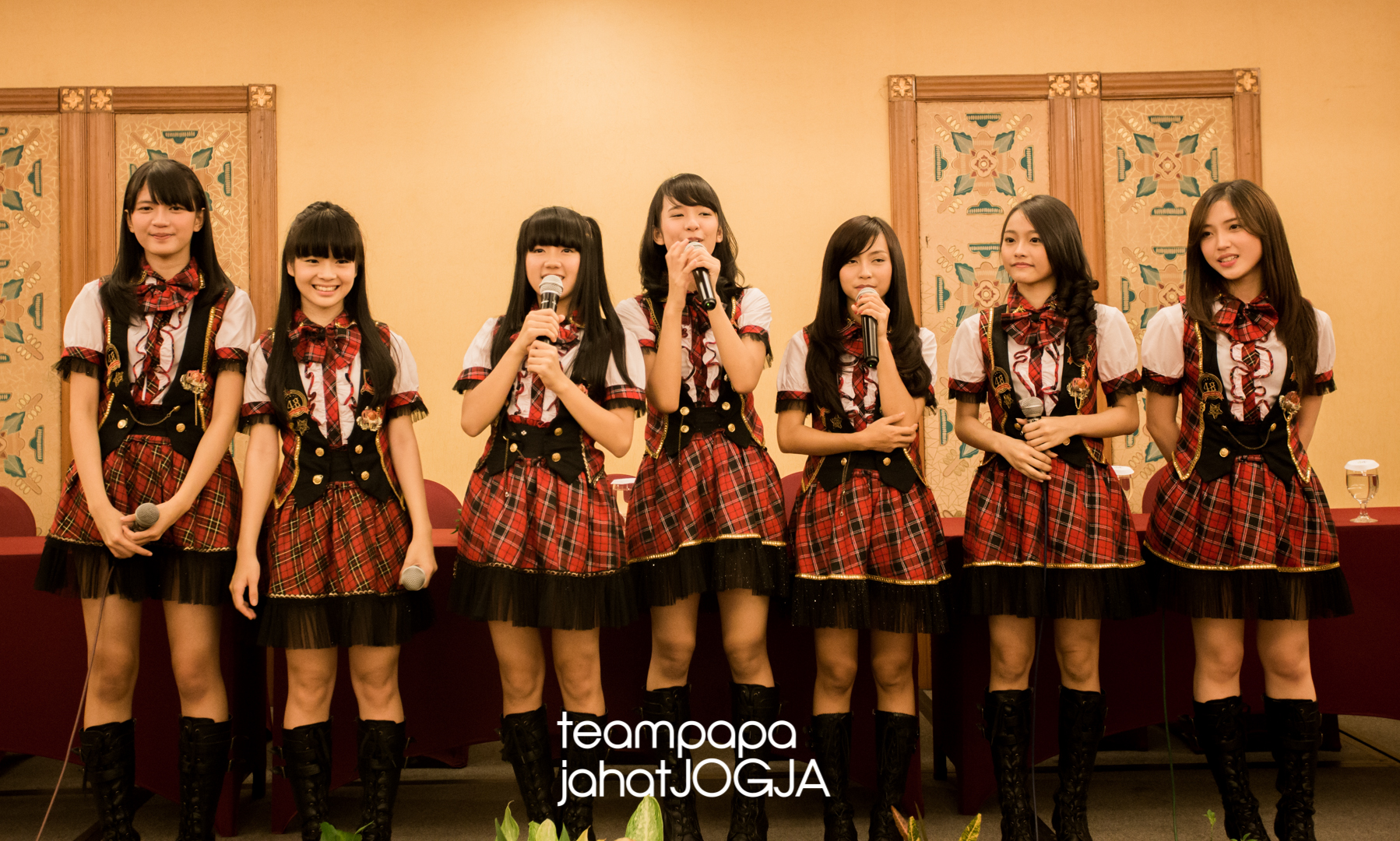
JKT48 năm 2013

Vào ngày 28 tháng 1 năm 2014, JKT48 công bố tên của 63 thí sinh lọt vào vòng chung khảo để trở thành thực tập sinh thuộc thế hệ thứ 3. Vào ngày 15 tháng 2, nhóm công bố và biểu diễn đĩa đơn thứ 5 "Flying Get". Vào ngày 24 tháng 2 năm 2014, Rina Chikano được chuyển từ AKB48 sang JKT48, các vị trí đồng thời của Aki Takajo và Rena Nozawa đã bị hủy bỏ.
Vào ngày 26 tháng 4 năm 2014, JKT48 tổ chức cuộc Tổng tuyển cử đầu tiên, với 16 thành viên được xếp hạng sẽ xuất hiện trong đĩa đơn thứ sáu của JKT48- Gingham Check, phát hành vào ngày 11 tháng 6. Vào ngày 27 tháng 8, nhóm phát hành "Papan Penanda Isi Hati", với Shania Junianatha lần đầu tiên đảm nhận vị trí trung tâm (center), và Rina Chikano và Thalia Ivanka Elizabeth lần đầu tiên xuất hiện trong senbatsu. Đĩa đơn được phát hành đồng thời với AKB48 năm thứ hai liên tiếp. Đĩa đơn thứ 8 "Angin Sedang Berhembus", được phát hành vào ngày 24 tháng 12 năm 2014.

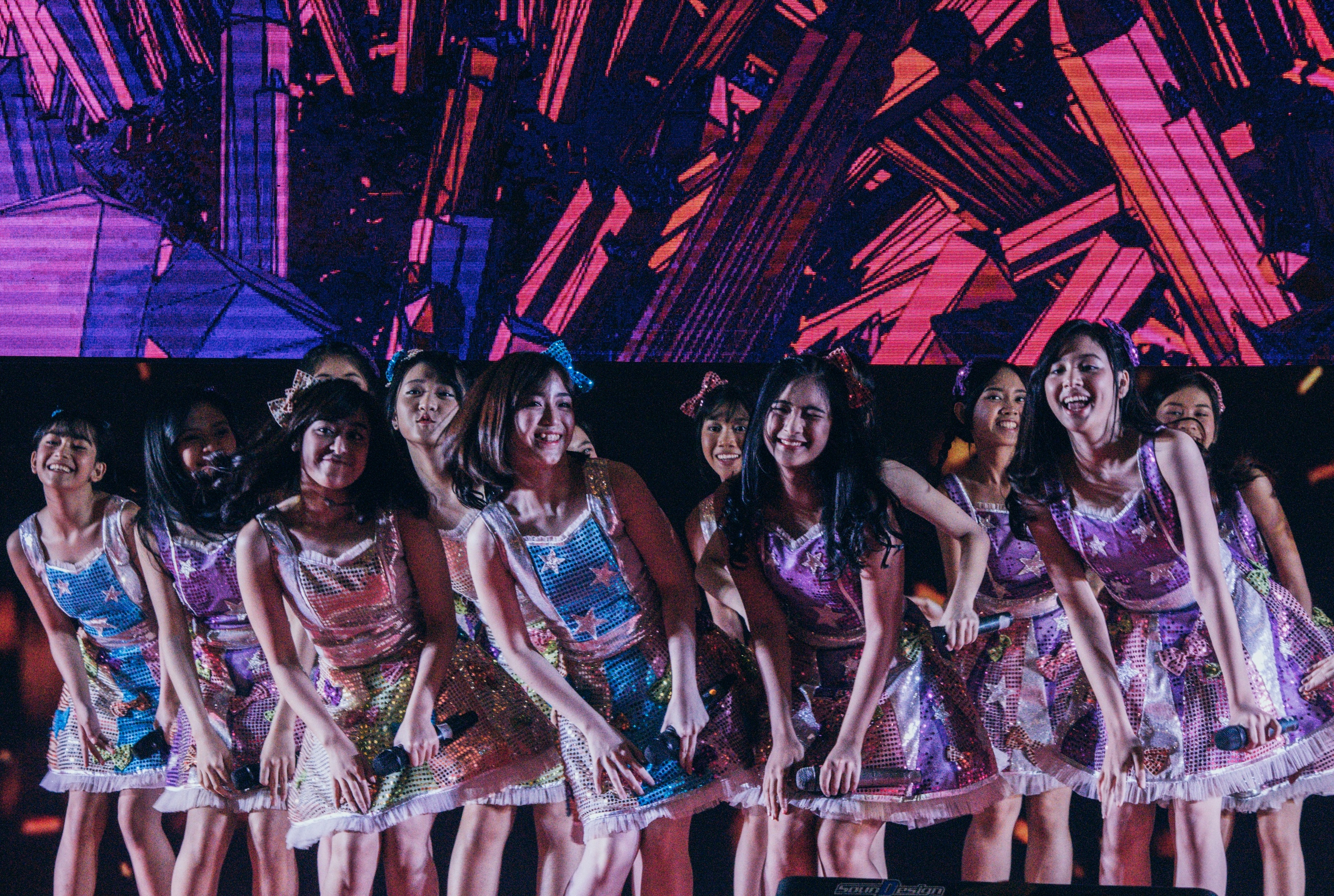
JKT48 và Valkyrie48 tại KAI Esport Exhibition Goes to Jogja 2019

Vào ngày 20 tháng 2 năm 2015, JKT48 tổ chức buổi concert hợp tác với AKB48 tại Jakarta. 15 thành viên của AKB48 đã được cử đến Jakarta, bao gồm Yokoyama Yui, Kitahara Rie  và Kuramochi Asuka . Vào ngày 27 tháng 3 năm 2015, JKT48 phát hành đĩa đơn thứ 9 Pareo wa Emerald.
Vào ngày 2 tháng 5 năm 2015, JKT48 tổ chức cuộc Tổng tuyển cử thứ 2, với 16 thành viên xếp hạng góp mặt trong đĩa đơn thứ 10 Kibōteki Refrain, Jessica Veranda thay Melody Laksani giành chiến thắng. Vào ngày 26 tháng 8 năm 2015, JKT48 phát hành đĩa đơn thứ 11 Halloween Night, năm thứ ba liên tiếp phát hành đồng thời với AKB48.
Vào ngày 27/2/2016, nhóm tổ chức  concert Request Hour Setlist Best đầu tiên, đồng thời  Nakagawa Haruka công bố tốt nghiệp, vào ngày 7 tháng 5, JKT48 tổ chức The Untold Story of JKT48- cùng ngày nhóm công bố kết quả cuộc Tổng tuyển cử thứ 3, đến ngày 11/9 nhóm thông báo sắp xếp đội hình trong sự kiện bắt tay cho single thứ 13 Mae Shika Mukanee
Vào ngày 21 tháng 3 năm 2017, tổng giám đốc JKT48 Jiro Inao treo cổ tự tử tại nhà riêng ở Nam Tangerang, Banten, do "áp lực công việc".
Trong nỗ lực thu hút khán giả trẻ, Ban tổ chức Đại hội thể thao châu Á Indonesia (INASGOC) đã hợp tác với nhóm tại Đại hội thể thao châu Á 2018, nhóm biểu diễn trong các sự kiện tại đại hội từ 19 tháng 8 đến 1 tháng 9 trong nhóm bao gồm 8 thành viên từ mỗi team.
JKT48 thông báo họ đã bật đèn xanh cho đĩa đơn gốc đầu tiên trong buổi concert kỷ niệm 7 năm vào ngày 22 tháng 12 năm 2018 vời các thành viên được chọn gần một năm sau đó thông qua cuộc bầu cử hàng năm. Bài hát tên "Rapsodi", được biểu diễn lần đầu trong concert kỷ niệm 8 năm tại Surabaya, đúng một năm sau khi thông báo và được phát hành vào ngày 22 tháng 1 năm 2020.

### 2020 – nay: Ảnh hưởng nặng bởi đại dịch COVID-19
Do đại dịch COVID-19 ở Indonesia, thành viên Team T Flora Shafiqa Riyadi có kết quả dương tính vào ngày 28 tháng 9 năm 2020. Trong tháng 10, 2 thành viên nữa cũng có kết quả tương tự. Vào ngày 11 tháng 1 năm 2021, nhóm thông báo sẽ phải loại 26 thành viên do ảnh hưởng bởi đại dịch và các hạn chế xã hội quy mô lớn do chính phủ áp đặt, họ rời nhóm vào giữa tháng 3, sau đó toàn bộ các team đều giải thể, cũng như học viện dừng hoạt động
Nhóm công bố cả 33 thành viên sẽ tham gia AKB48 Group Asia Festival 2021 ONLINE tổ chức tại Tokyo Dome City Hall, Nhật Bản theo hình thức trực tuyến, cùng TIF ASIA TOUR KICK OFF tổ chức ngày 3/9. Nhóm đón chào trở lại 8 thành viên từ thế hệ thứ 10 vào ngày 18/12 trong buổi diễn kỷ niệm 10 năm hoạt động, đồng thời thông báo sẽ ra mắt single thứ 23, trưởng nhóm Gabi cũng thông báo tốt nghiệp tại sự kiên

## Quảng bá & truyền thông
JKT48 hoạt động theo mô hình AKB48, Các bài hát chính của single được thực hiện bởi nhóm Senbatsu (選抜)- là tập hợp các thành viên ưu tú được tuyển chọn dựa trên nỗ lực, tài năng và độ nổi tiếng của thành viên đó; những thành viên vào Senbatsu sẽ được góp mặt trong các single của JKT48, tham gia các chiến dịch quảng bá hay xuất hiện trên các phương tiện truyền thông. Điều này tạo sự cạnh tranh giữa các thành viên và nhóm fan. Các single và album được phát hành với nhiều phiên bản với hình ảnh bìa album khác nhau, các bài hát B-side, video DVD, thẻ hình ảnh thành viên và mã bỏ phiếu cho một số cuộc bầu cử hàng năm. Khi mua single/album, fan hâm mộ sẽ được nhận vé tham dự các buổi họp mặt bao gồm sự kiện bắt tay hoặc các buổi chụp ảnh, nơi có thể chọn các thành viên mà họ muốn gặp, Tất cả những chiến lược này thúc đẩy fan hâm mộ mua nhiều số lượng hơn các single/album

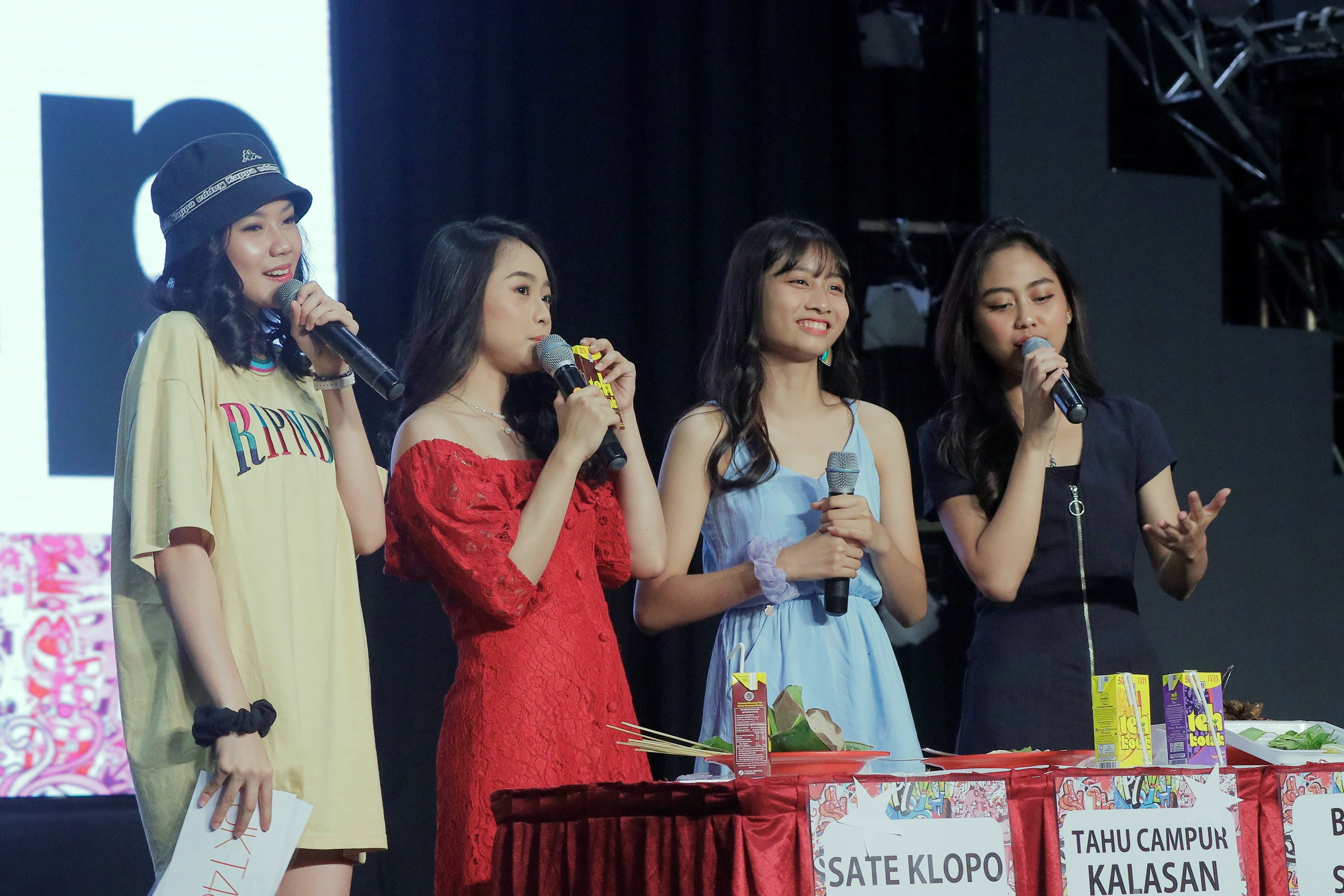
Các thành viên JKT48 tại JKT48 Joy Kick Tears Handshake Festival Surabaya

JKT48 được quảng cáo là "nhóm nhạc thần tượng độc đáo với văn hóa Indonesia". Harris Thayeb, Chủ tịch của tập đoàn Dentsu Media Group Indonesia, tin rằng ý tưởng của nhóm "sẽ khiến các thần tượng của chúng ta trở nên dễ thương hơn, luôn dễ mến và có thể được chào đón bất cứ lúc nào". Nhóm là một phần của thương hiệu "Cool Japan" được chính phủ Nhật Bản thông qua để quảng bá văn hóa đất nước trên toàn thế giới.
Vào ngày 25 tháng 2 năm 2012, JKT48 cùng AKB48 tổ chức buổi hòa nhạc Japan Pop Culture Festival tại Balai Kartini ở Jakarta. Sự kiện được tài trợ bởi Đại sứ quán Nhật Bản, Cơ quan Văn hóa Nhật Bản và Bộ Du lịch và Kinh tế Sáng tạo Indonesia. Theo Junji Shimada, phó đại sứ Nhật Bản, AKB48 được mời biểu diễn vì vị thế là biểu tượng nhạc pop Nhật Bản, và hai nhóm chị em đại diện cho tình hữu nghị giữa Nhật Bản và Indonesia.
Thanh thiếu niên và người độc thân chiếm phần lớn Cộng đồng người hâm mộ JKT48 và AKB48. Hơn nữa, một số người tin rằng concept thần tượng của JKT48 không phù hợp với văn hóa Indonesia.

### Sự kiện
Sáu cuộc Tổng tuyển cử đã được tổ chức; gần đây nhất vào năm 2019 với thể thức tương tự nhóm AKB48, cùng với Đại hội Janken/Đại hội oẳn-tù-tì, concert Request Hour Setlist Best 100, JKT48 Kouhaku Taikou Uta Gassen,

### Phim ảnh, truyền hình & tạp chí
Nhóm ra mắt 4 phim tài liệu với phim đầu tiên VIVA JKT48 ra mắt năm 2014, bộ phim thứ 2 DOCUMENTARY of JKT48 "JKT48 Journal: Members Life Stories About" ra mắt năm 2015, năm 2018 nhóm phát hành phim thứ 3 DOCUMENTARY of JKT48 "Melody The Story: Dirimu Melody", và phim thứ 4 JKT48 Documentary: Prelude ra mắt năm 2021
Nhóm có các chương trình riêng như JKT48 School, JKT48 Mission, JKT48 Story... cùng nhiều chương trình khác tại Indonesia, nhóm có 2 lần tham dự đại nhạc hội NHK Kōhaku Uta Gassen tại lần thứ 62 (2011) và lần thứ 69 (2019), nhóm cũng xuất hiện trên nhiều tạp chí khác nhau

### Quảng cáo
JKT48 xuất hiện trong các chương trình truyền hình gần như hàng ngày sau khi ra mắt và trong các quảng cáo truyền hình của các công ty Nhật Bản có ý định chiếm một phần thị trường Indonesia đang phát triển nhanh chóng. Otsuka Pharmaceutical chọn JKT48 để quảng cáo đồ uống Pocari Sweat một tháng sau khi các thành viên đầu tiên của nhóm được công bố. Sharp Corporation chọn JKT48 để xuất hiện tại các sự kiện quảng cáo của công ty và Yamaha Motor Company chọn nhóm để quảng bá dòng xe tay ga Mio J tiết kiệm nhiên liệu của mình. Ezaki Glico cũng giới thiệu nhóm trong các quảng cáo của mình như một phần trong nỗ lực tăng doanh số bán hàng ở Indonesia lên hơn 1 tỷ Rupiah.
- JKT48 + Pocari Sweat: Build the dream (Bài hát chủ đề: Heavy Rotation)
- JKT48 Laurier Go With Thin (Bài hát chủ đề: Kimi no Koto ga Suki Dakara)
- JKT48 (Dhike (as Sheep) & Cleo)
- JKT48 And Rakuten Belanja Online
- JKT48 - 1000% Joyful MIO J (Bài hát chủ đề: Aitakatta)
- Nomeraka Honpo x JKT48 (なめらか本舗×JKT48) (Bài hát chủ đề: Heavy Rotation)
- JKT48 Biore Body Foam (Bài hát chủ đề: Ponytail to Shushu)
- JKT48 SHARP AQUOS (Bài hát chủ đề: Baby! Baby! Baby!)
- Pocari Sweat JKT48 Dance Cover (Bài hát chủ đề: Heavy Rotation)
- Pocky [Stick Together] (Bài hát chủ đề: Baby! Baby! Baby!)
- Pocari Sweat Love Letter [Nakagawa Haruka center] (Bài hát chủ đề: Gomenne,   SUMMER)
- Pocari Sweat Movie [Shania Junianantha] (Bài hát chủ đề: Gomenne,   SUMMER)
- Pocari Sweat Presentation [Takajo Aki center] (Bài hát chủ đề: Gomenne,   SUMMER)
- IM3 SMS SUKA SUKA (Bài hát chủ đề: Oogoe Diamond)
- OXY Perfect Facial Sheet (Bài hát chủ đề: Jatuh Cinta Setiap Bertemu Denganmu) (2ver)
- Indosat IM3 PLAY JKT48 ft. Caesar (Bài hát chủ đề: Koi Suru Fortune Cookie)
- Lip Ice ft. JKT48 (Bài hát chủ đề: Jatuh Cinta Setiap Bertemu Denganmu) (2version)
- New Honda Brio (Bài hát chủ đề: RIVER)
- IM3 Play Soulmate [Melody & Nabilah]
- Charm Extra Dry (Bài hát chủ đề: Koi Suru Fortune Cookie)
- Pocari Sweat GO SWEAT GO ION: Cat & Mouse (Bài hát chủ đề: Summer Sounds Good!)
- Pocari Sweat GO SWEAT GO ION: Bergerak Bersama Pocari Sweat & JKT48 (Melody) (Bài hát chủ đề: Summer Sounds Good!)
- Pocari Sweat GO SWEAT GO ION: Tennis (Hanna) (Bài hát chủ đề: Summer Sounds Good!)
- Pocari Sweat GO SWEAT GO ION: Run Haruka,   Run! (Haruka) (Bài hát chủ đề: Summer Sounds Good!)
- IM3 HIPERBOLA 888 [Melody & Nabilah]
- JKT48 WAKUWAKU JAPAN (Bài hát chủ đề: Flying Get) (2ver.)
- Tolak Angin (Bài hát chủ đề: Koi Suru Fortune Cookie)
- Kakaotalk Plus Friend
- Pocky [Stick Together] (Bài hát chủ đề: Shoujotachi Yo -Gadis Remaja-)
- JKT48 ft. Yupi "Lebaran" (Center: Cindy Yuvia)
- Honda Jazz ft. JKT48 Gingham Check Senbatsu (Bài hát chủ đề: Gingham Check)
- Advan Vandroid Gaia (JKT48 Kami8 Gingham Check)
- Advan Vandroid Tablet (Haruka Nakagawa & Melody Nurramdhani Laksani intro + Gingham Check senbatsu)
- Aikatsu! Idol Academy Project ft. JKT48 3ver. (Cindy Yuvia,   Nabilah Ratna Ayu Azalia,   Nakagawa Haruka)
- JKT48 ft. Yupi (Cindy Yuvia & Chikano Rina intro + Team KIII)
- iclub48 (Jessica Veranda Tanumihardja intro + Shania Junianatha dialogue) (Bài hát chủ đề: Ponytail to Shushu)
- iclub48 (Haruka Nakagawa dialogue)
- Advan Vandroid Gaia (Bài hát chủ đề: Gingham Check)
- JKT48 ft. Yupi (Cindy Yuvia intro)
- Honda 2All New Honda BeAT for everyone (SPORTY > 8members from Team J POP > 8 thành viên  Team KIII)
- LINE GET RICH (Nakagawa Haruka, Jessica Veranda Tanumihardja, Melody Nurramdhani Laksani)
- Honda (Mae Shika Mukanee (JKT48 Single)'s Senbatsu)

### Chương trình radio
- JKT48 in OZ Radio on 90.8 FM OZ Radio Jakarta (2014)
- Obrolan Luar Biasa @starhits.id (2017)
- Yuhu! Sore Rabu on Yuhu! Radio Network (Every Wednesday Evening) (2017)
- KOPAJA48 on 98.7 Gen FM Jakarta (Every Wednesday Night) (2019 -)

## Thành viên

### Thành viên hiện tại
Tính đến tháng 12 năm 2021, nhóm bao gồm 39 thành viên. Trưởng nhóm hiện tại là Shani Indira Natio (Shani).
| Tên khai sinh                           | Nghệ danh             | Ngày sinh (tuổi)      | Nguyên quán           | Quốc tịch                         | Thế hệ                | Ghi chú               |
| Thành viên chính thức                   | Thành viên chính thức | Thành viên chính thức | Thành viên chính thức | Thành viên chính thức             | Thành viên chính thức | Thành viên chính thức |
| --------------------------------------- | --------------------- | --------------------- | --------------------- | --------------------------------- | --------------------- | --------------------- |
| Adzana Shaliha                          | Ashel                 | 8 tháng 1, 2005       | Jakarta               | Indonesia                         | 9                     |                       |
| Aninditha Rahma Cahyadi                 | Anin                  | 5 tháng 1, 1999       | Nam Sumatra           | Indonesia                         | 3                     | Thông báo tốt nghiệp  |
| Angelina Christy                        | Christy               | 5 tháng 12, 2005      | Jakarta               | Indonesia                         | 7                     |                       |
| Ariella Calista Ichwan                  | Ariel                 | 12 tháng 5, 2000      | Jakarta               | Indonesia                         | 6                     | Thông báo tốt nghiệp  |
| Azizi Asadel                            | Zee                   | 16 tháng 5, 2004      | Banten                | Indonesia                         | 7                     |                       |
| Cindy Hapsari Maharani Pujiantoro Putri | Cindy                 | 13 tháng 9, 1998      | Trung Java            | Indonesia                         | 4                     | Thông báo tốt nghiệp  |
| Cornelia Vanisa                         | Oniel                 | 26 tháng 7, 2002      | Banten                | Indonesia                         | 8                     |                       |
| Dhea Angelia                            | Dey                   | 18 tháng 8, 2001      | Jakarta               | Indonesia                         | 7                     |                       |
| Eve Antoinette Ichwan                   | Eve                   | 17 tháng 10, 2003     | Jakarta               | Indonesia                         | 5                     | Thông báo tốt nghiệp  |
| Febriola Sinambela                      | Olla                  | 26 tháng 2, 2005      | Jakarta               | Indonesia                         | 7                     |                       |
| Feni Fitriyanti                         | Feni                  | 16 tháng 1, 1999      | Tây Java              | Indonesia                         | 3                     |                       |
| Fiony Alveria                           | Fiony                 | 4 tháng 2, 2002       | Jakarta               | Indonesia                         | 8                     |                       |
| Flora Shafiq                            | Flora                 | 4 tháng 4, 2005       | Banten                | Indonesia                         | 8                     |                       |
| Fransisca Saraswati Puspa Dewi          | Sisca                 | 24 tháng 2, 2000      | Jakarta               | Indonesia                         | 3                     |                       |
| Freya Jayawardana                       | Freya                 | 13 tháng 2, 2006      | Banten                | Indonesia                         | 7                     |                       |
| Gabriela Margareth Warouw               | Gaby                  | 11 tháng 4, 1998      | Jakarta               | Indonesia                         | 1                     | Thông báo tốt nghiệp  |
| Gita Sekar Andarini                     | Gita                  | 30 tháng 6, 2001      | Jakarta               | Indonesia                         | 6                     |                       |
| Helisma Putri                           | Eli                   | 15 tháng 6, 2000      | Tây Java              | Indonesia                         | 7                     |                       |
| Indah Cahya                             | Indah                 | 20 tháng 3, 2001      | Jambi                 | Indonesia                         | 9                     |                       |
| Jessica Chandra                         | Jessi                 | 23 tháng 9, 2005      | Jakarta               | Indonesia                         | 7                     |                       |
| Jesslyn Callista                        | Jesslyn               | 20 tháng 4, 2000      | Banten                | Indonesia                         | 7                     |                       |
| Jinan Safa Safira                       | Jinan                 | 8 tháng 6, 1999       | Jakarta               | Indonesia                         | 4                     | Đội phó               |
| Kathrina Irene                          | Kathrina              | 26 tháng 7, 2006      | Tây Java              | Indonesia                         | 9                     |                       |
| Lulu Salsabila                          | Lulu                  | 23 tháng 10, 2002     | Banten                | Indonesia                         | 8                     |                       |
| Marsha Lenathea                         | Marsha                | 9 tháng 1, 2006       | Jakarta               | Indonesia                         | 9                     |                       |
| Mutiara Azzahra                         | Muthe                 | 12 tháng 7, 2004      | Bekasi, Tây Java      | Indonesia                         | 7                     |                       |
| Reva Fidela                             | Adel                  | 14 tháng 7, 2006      | Jakarta               | Indonesia                         | 8                     |                       |
| Shani Indira Natio                      | Shani                 | 5 tháng 10, 1998      | Trung Java            | Indonesia                         | 3                     | Đội trưởng            |
| Shania Gracia                           | Gracia                | 31 tháng 8, 1999      | Jakarta               | Indonesia                         | 3                     |                       |
| Tan Zhi Hui Celine                      | Celine                | 21 tháng 8, 2001      | Malaysia              | Malaysia · Trung Quốc · Indonesia | 4                     |                       |
| Yessica Tamara                          | Chika                 | 24 tháng 9, 2002      | Bắc Sumatra           | Indonesia                         | 7                     |                       |
| Thực tập sinh                           |                       |                       |                       |                                   |                       |                       |
| Alia Giselle Maharani                   | Gisel                 | 20 tháng 12, 2006     | Banten                | Indonesia                         | 10                    |                       |
| Amanda Puspita Sukma Mulyadewi          | Amanda                | 17 tháng 12, 2004     | Tây Java              | Indonesia                         | 10                    |                       |
| Aurellia                                | Lia                   | 29 tháng 10, 2002     | Jakarta               | Indonesia                         | 10                    |                       |
| Callista Alifia Wardhana                | Callie                | 8 tháng 8, 2005       | Banten                | Indonesia                         | 10                    |                       |
| Gabriela Abigail Mewengkang             | Ella                  | 7 tháng 8, 2003       | Banten                | Indonesia                         | 10                    |                       |
| Indira Putri Seruni                     | Indira                | 26 tháng 4, 2004      | Tây Java              | Indonesia                         | 10                    |                       |
| Jesslyn Elly                            | Lyn                   | 13 tháng 9, 2001      | Jakarta               | Indonesia                         | 10                    |                       |
| Raisha Syifa Wardhana                   | Raisha                | 11 tháng 11, 2007     | Banten                | Indonesia                         | 10                    |                       |

### Cựu thành viên
| Tên khai sinh                                                                      | Ngày sinh            | Thế hệ                       | Quốc tịch |
| ---------------------------------------------------------------------------------- | -------------------- | ---------------------------- | --------- |
| Alissa Galliamova                                                                  | 28 tháng 8 năm 1993  | 1                            | Indonesia |
| Allisa Astri                                                                       | 23 tháng 6 năm 1990  | 1                            | Indonesia |
| Ayana Shahab                                                                       | 3 tháng 6 năm 1997   | 1                            | Indonesia |
| Beby Chaesara Anadilla                                                             | 18 tháng 3 năm 1998  | 1                            | Indonesia |
| Cindy Christina Gulla (Cindy Gulla)                                                | 29 tháng 5 năm 1997  | 1                            | Indonesia |
| Cleopatra Djapri (Cleopatra,sau đó là Cleopatra Japri)                             | 20 tháng 12 năm 1993 | 1                            | Indonesia |
| Delima Rizky                                                                       | 25 tháng 10 năm 1997 | 1                            | Indonesia |
| Devi Kinal Putri                                                                   | 2 tháng 1 năm 1996   | 1                            | Indonesia |
| Diasta Priswarini                                                                  | 9 tháng 9 năm 1991   | 1                            | Indonesia |
| Fahira Al Idrus (trước đây là Fahira)                                              | 27 tháng 7 năm 1998  | 1                            | Indonesia |
| Frizka Anastasia Laksani                                                           | 4 tháng 3 năm 1996   | 1                            | Indonesia |
| Gabriela Margaret Warouw                                                           | 11 tháng 4 năm 1998  | 1                            | Indonesia |
| Ghaida Farisya                                                                     | 29 tháng 5 năm 1995  | 1                            | Indonesia |
| Intania Pratama Ilham                                                              | 19 tháng 7 năm 1991  | 1                            | Indonesia |
| Jessica Vania Widjaja                                                              | 22 tháng 1 năm 1996  | 1                            | Indonesia |
| Jessica Veranda Tanumihardja                                                       | 19 tháng 8 năm 1993  | 1                            | Indonesia |
| Melody Nurramdhani Laksani                                                         | 24 tháng 3 năm 1992  | 1                            | Indonesia |
| Nabilah Ratna Ayu Azalia                                                           | 11 tháng 11 năm 1999 | 1                            | Indonesia |
| Neneng Rosdiana (trước đây là Neneng Rosediana)                                    | 24 tháng 1 năm 1999  | 1                            | Indonesia |
| Nozawa Rena                                                                        | 6 tháng 5 năm 1998   | 1                            | Nhật Bản  |
| Rezky Wiranti Dhike                                                                | 22 tháng 11 năm 1995 | 1                            | Indonesia |
| Rica Leyona                                                                        | 19 tháng 8 năm 1991  | 1                            | Indonesia |
| Sendy Ariani                                                                       | 12 tháng 8 năm 1993  | 1                            | Indonesia |
| Shania Junianatha                                                                  | 27 tháng 6 năm 1998  | 1                            | Indonesia |
| Siti Gayatri Abhirama (Siti Gayatri)                                               | 11 tháng 3 năm 1993  | 1                            | Indonesia |
| Sonia Natalia Winarto                                                              | 17 tháng 12 năm 1997 | 1                            | Indonesia |
| Sonya Pandarmawan                                                                  | 18 tháng 5 năm 1996  | 1                            | Indonesia |
| Stella Cornelia Winarto (Stella Cornelia)                                          | 3 tháng 11 năm 1994  | 1                            | Indonesia |
| Alicia Chensia Ayu Kumaseh                                                         | 24 tháng 5 năm 1999  | 2                            | Indonesia |
| Althea Callista                                                                    | 11 tháng 7 năm 1997  | 2                            | Indonesia |
| Annisa Athia Zainun Faqiha (Annisa Athia)                                          | 8 tháng 10 năm 1997  | 2                            | Indonesia |
| Cindy Yuvia                                                                        | 14 tháng 1 năm 1998  | 2                            | Indonesia |
| Della Delila                                                                       | 15 tháng 11 năm 1998 | 2                            | Indonesia |
| Dellia Erdita                                                                      | 19 tháng 12 năm 1996 | 2                            | Indonesia |
| Dena Siti Rohyati                                                                  | 15 tháng 3 năm 1997  | 2                            | Indonesia |
| Dwi Putri Bonita                                                                   | 17 tháng 11 năm 1997 | 2                            | Indonesia |
| Fakhriyani Harrya Shafariyanti                                                     | 14 tháng 7 năm 1995  | 2                            | Indonesia |
| Hanna Sutiono (Jennifer Hanna)                                                     | 26 tháng 1 năm 1998  | 2                            | Indonesia |
| Intar Maylica Putri Kariina (Intar Putri Kariina)                                  | 23 tháng 10 năm 1997 | 2                            | Indonesia |
| Jennifer Rachel Natasya                                                            | 10 tháng 4 năm 1999  | 2                            | Indonesia |
| Lidya Maulida Djuhandar                                                            | 17 tháng 8 năm 1996  | 2                            | Indonesia |
| Nadhifa Karimah                                                                    | 24 tháng 11 năm 1995 | 2                            | Indonesia |
| Nadila Cindi Wantari                                                               | 23 tháng 9 năm 1998  | 2                            | Indonesia |
| Natalia                                                                            | 28 tháng 12 năm 1996 | 2                            | Indonesia |
| Noella Sisterina                                                                   | 16 tháng 11 năm 1997 | 2                            | Indonesia |
| Novinta Dhini Soetopo                                                              | 26 tháng 11 năm 1995 | 2                            | Indonesia |
| Nurhalimah Oktavianti (Nurhalima Oktavianti)                                       | 18 tháng 10 năm 1996 | 2                            | Indonesia |
| Octi Sevpin Cahyaning Ayu (Octi Sevpin)                                            | 7 tháng 10 năm 1997  | 2                            | Indonesia |
| Olivia Shafira Robberecht (Olivia Robberecht)                                      | 21 tháng 5 năm 1997  | 2                            | Indonesia |
| Priscillia Sari Dewi                                                               | 5 tháng 4 năm 1999   | 2                            | Indonesia |
| Ratu Vienny Fitrilya                                                               | 23 tháng 2 năm 1996  | 2                            | Indonesia |
| Riskha Fairunissa                                                                  | 22 tháng 3 năm 1996  | 2                            | Indonesia |
| Rona Ariesta Anggreani                                                             | 19 tháng 3 năm 1995  | 2                            | Indonesia |
| Saktia Oktapyani                                                                   | 1 tháng 10 năm 1995  | 2                            | Indonesia |
| Shinta Naomi                                                                       | 4 tháng 6 năm 1994   | 2                            | Indonesia |
| Sinka Juliani                                                                      | 4 tháng 7 năm 1996   | 2                            | Indonesia |
| Thalia                                                                             | 22 tháng 12 năm 1996 | 2                            | Indonesia |
| Thalia Ivanka Elizabeth Frederik                                                   | 29 tháng 6 năm 1999  | 2                            | Indonesia |
| Viviyona Apriani                                                                   | 13 tháng 4 năm 1994  | 2                            | Indonesia |
| Alycia Ferryana Mamahit                                                            | 22 tháng 5 năm 1998  | 3                            | Indonesia |
| Amanda Dwi Arista                                                                  | 24 tháng 3 năm 1997  | 3                            | Indonesia |
| Andela Yuwono                                                                      | 25 tháng 4 năm 1997  | 3                            | Indonesia |
| Anggie Putri Kurniasari                                                            | 13 tháng 3 năm 1996  | 3                            | Indonesia |
| Aninditha Rahma Cahyadi                                                            | 5 tháng 1 năm 1999   | 3                            | Indonesia |
| Ayu Safira Oktaviani                                                               | 1 tháng 10 năm 1999  | 3                            | Indonesia |
| Chikita Ravenska Mamesah                                                           | 18 tháng 3 năm 1996  | 3                            | Indonesia |
| Elaine Hartanto                                                                    | 3 tháng 4 năm 1996   | 3                            | Indonesia |
| Farina Yogi Devani                                                                 | 11 tháng 5 năm 1999  | 3                            | Indonesia |
| Feni Fitriyanti                                                                    | 16 tháng 1 năm 1999  | 3                            | Indonesia |
| Fransisca Saraswati Puspa Dewi                                                     | 24 tháng 2 năm 2000  | 3                            | Indonesia |
| Indah Permata Sari                                                                 | 19 tháng 1 năm 1998  | 3                            | Indonesia |
| Kezia Putri Andinta                                                                | 28 tháng 1 năm 2001  | 3                            | Indonesia |
| Martha Graciela                                                                    | 5 tháng 3 năm 1999   | 3                            | Indonesia |
| Michelle Christo Kusnadi                                                           | 28 tháng 10 năm 1999 | 3                            | Indonesia |
| Milenia Christien Glory Goenawan                                                   | 12 tháng 3 năm 2000  | 3                            | Indonesia |
| Nadhifa Salsabila                                                                  | 7 tháng 3 năm 1999   | 3                            | Indonesia |
| Natalia Desy Purnamasari Gunawan (Maria Genoveva/Natalia Desy Purnamasari Gunawan) | 25 tháng 12 năm 1996 | 3                            | Indonesia |
| Ni Made Ayu Vania Aurellia                                                         | 8 tháng 8 năm 1999   | 3                            | Indonesia |
| Nina Hamidah                                                                       | 2 tháng 3 năm 2000   | 3                            | Indonesia |
| Pipit Ananda                                                                       | 6 tháng 2 năm 1998   | 3                            | Indonesia |
| Putri Farin Kartika                                                                | 5 tháng 9 năm 1996   | 3                            | Indonesia |
| Rizka Khalila                                                                      | 19 tháng 2 năm 1999  | 3                            | Indonesia |
| Shafa Nabila Kaleb                                                                 | 6 tháng 3 năm 1998   | 3                            | Indonesia |
| Shani Indira Natio                                                                 | 5 tháng 10 năm 1998  | 3                            | Indonesia |
| Shania Gracia                                                                      | 31 tháng 8 năm 1999  | 3                            | Indonesia |
| Sofia Meifaliani                                                                   | 23 tháng 4 năm 1998  | 3                            | Indonesia |
| Stephanie Pricilla Indarto Putri                                                   | 19 tháng 11 năm 2000 | 3                            | Indonesia |
| Syahfira Angela Nurhaliza                                                          | 20 tháng 12 năm 2000 | 3                            | Indonesia |
| Triarona Kusuma                                                                    | 6 tháng 12 năm 1996  | 3                            | Indonesia |
| Yansen Indiani                                                                     | 15 tháng 6 năm 1999  | 3                            | Indonesia |
| Zebi Magnolia Fawwaz                                                               | 10 tháng 11 năm 2000 | 3                            | Indonesia |
| Adriani Elisabeth                                                                  | 10 tháng 5 năm 2000  | 4                            | Indonesia |
| Christy Chriselle                                                                  | 14 tháng 11 năm 1999 | 4                            | Indonesia |
| Cindy Hapsari Maharani Pujiantoro Putri                                            | 13 tháng 9 năm 1998  | 4                            | Indonesia |
| Fidly Immanda Azzahra                                                              | 19 tháng 3 năm 2001  | 4                            | Indonesia |
| Jessica Berliana Ekawardani                                                        | 4 tháng 7 năm 1999   | 4                            | Indonesia |
| Made Devi Ranita Ningtara                                                          | 18 tháng 11 năm 2000 | 4                            | Indonesia |
| Mega Suryani                                                                       | 9 tháng 7 năm 2002   | 4                            | Indonesia |
| Melati Putri Rahel Sesilia                                                         | 1 tháng 1 năm 2000   | 4                            | Indonesia |
| Sri Lintang Wulan Lisdiyanti                                                       | 5 tháng 11 năm 2000  | 4                            | Indonesia |
| Zahra Yuriva Dermawan                                                              | 10 tháng 7 năm 2000  | 4                            | Indonesia |
| Adhisty Zara Sundari Kusumawardhani                                                | 21 tháng 6 năm 2003  | 5                            | Indonesia |
| Anggita Destiana Dewi                                                              | 26 tháng 12 năm 2001 | 5                            | Indonesia |
| Chintya Hanindhitakirana Wirawan                                                   | 29 tháng 12 năm 1999 | 5                            | Indonesia |
| Citra Ayu Pranajaya Wibrado                                                        | 25 tháng 8 năm 1999  | 5                            | Indonesia |
| Diani Amalia Ramadhani                                                             | 5 tháng 1 năm 1999   | 5                            | Indonesia |
| Elizabeth Gloria Setiawan                                                          | 14 tháng 2 năm 2002  | 5                            | Indonesia |
| Eve Antoinette Ichwan                                                              | 17 tháng 10 năm 2003 | 5                            | Indonesia |
| Gabryela Marcelina Djaja                                                           | 6 tháng 9 năm 2001   | 5                            | Indonesia |
| Hasyakyla Utami Kusumawardhani                                                     | 20 tháng 5 năm 2002  | 5                            | Indonesia |
| Helma Sonya                                                                        | 20 tháng 3 năm 1999  | 5                            | Indonesia |
| Nurhayati                                                                          | 18 tháng 10 năm 1997 | 5                            | Indonesia |
| Puti Nadhira Azalia                                                                | 7 tháng 6 năm 2000   | 5                            | Indonesia |
| Regina Angelina                                                                    | 9 tháng 5 năm 2001   | 5                            | Indonesia |
| Rissanda Putri Tuarissa                                                            | 4 tháng 8 năm 1999   | 5                            | Indonesia |
| Ruth Damayanti Sitanggang                                                          | 12 tháng 11 năm 1998 | 5                            | Indonesia |
| Sania Julia Montolalu                                                              | 18 tháng 7 năm 2001  | 5                            | Indonesia |
| Violeta                                                                            | 4 tháng 1 năm 2002   | 5                            | Indonesia |
| Amanda Priscella Solichin                                                          | 20 tháng 8 năm 2003  | 6                            | Indonesia |
| Anastasya Narwastu Tety Handuran                                                   | 16 tháng 6 năm 2000  | 6                            | Indonesia |
| Ariella Calista Ichwan                                                             | 12 tháng 5 năm 2000  | 6                            | Indonesia |
| Denise Caroline                                                                    | 23 tháng 12 năm 2001 | 6                            | Indonesia |
| Erika Ebisawa Kuswan                                                               | 15 tháng 10 năm 1999 | 6                            | Indonesia |
| Erika Sintia                                                                       | 16 tháng 4 năm 2000  | 6                            | Indonesia |
| Graciella Ruth Wiranto                                                             | 5 tháng 3 năm 2004   | 6                            | Indonesia |
| Jihan Miftahul Jannah                                                              | 13 tháng 1 năm 2001  | 6                            | Indonesia |
| Kandiya Rafa Maulidita                                                             | 14 tháng 5 năm 2003  | 6                            | Indonesia |
| Putri Cahyaning Anggraini                                                          | 25 tháng 12 năm 2001 | 6                            | Indonesia |
| Rinanda Syahputri                                                                  | 13 tháng 9 năm 2003  | 6                            | Indonesia |
| Riska Amelia Putri                                                                 | 18 tháng 3 năm 2000  | 6                            | Indonesia |
| Shalza Grasita                                                                     | 7 tháng 10 năm 2004  | 6                            | Indonesia |
| Aiko Harumi Nangin                                                                 | 23 tháng 3 năm 2002  | 7                            | Indonesia |
| Aurel Mayori Putri                                                                 | 14 tháng 5 năm 2006  | 7                            | Indonesia |
| Calista Lea Jaya ( Calista Lea)                                                    | 15 tháng 7 năm 2002  | 7                            | Indonesia |
| Feby Komaril                                                                       | 3 tháng 2 năm 2000   | 7                            | Indonesia |
| Febrina Diponegoro                                                                 | 17 tháng 2 năm 2002  | 7                            | Indonesia |
| Gabriel Angelina Laeman                                                            | 17 tháng 7 năm 2004  | 7                            | Indonesia |
| Kanya Cahya (Kanya Caya)                                                           | 22 tháng 11 năm 2004 | 7                            | Indonesia |
| Nabila Yussi Fitriana                                                              | 29 tháng 12 năm 2000 | 7                            | Indonesia |
| Rifa Fatmasari                                                                     | 10 tháng 5 năm 2000  | 7                            | Indonesia |
| Viona Fadrin                                                                       | 8 tháng 11 năm 2000  | 7                            | Indonesia |
| Amanina Afiqah Ibrahim                                                             | 6 tháng 1 năm 2006   | 8                            | Indonesia |
| Cindy Nugroho                                                                      | 9 tháng 6 năm 2007   | 8                            | Indonesia |
| Devytha Maharani Putri                                                             | 22 tháng 11 năm 2002 | 8                            | Indonesia |
| Eriena Kartika Dewi                                                                | 18 tháng 4 năm 2003  | 8                            | Indonesia |
| Gabriella Stevany Loide Lenggana Harahap                                           | 22 tháng 5 năm 2002  | 8                            | Indonesia |
| Keisya Ramadhani                                                                   | 10 tháng 11 năm 2004 | 8                            | Indonesia |
| Nyimas Ratu Rafa                                                                   | 1 tháng 7 năm 2005   | 8                            | Indonesia |
| Pamela Krysanthe Adijaya                                                           | 3 tháng 10 năm 2003  | 8                            | Indonesia |
| Reva Adriana Ramadhani                                                             | 3 tháng 11 năm 2004  | 8                            | Indonesia |
| Salma Annisa                                                                       | 16 tháng 8 năm 2000  | 8                            | Indonesia |
| Umega Maulana Sinambela                                                            | 27 tháng 3 năm 2004  | 8                            | Indonesia |
| Zahra Nur                                                                          | 5 tháng 8 năm 2003   | 8                            | Indonesia |
| Amirah Fatin                                                                       | 12 tháng 10, 2000    | 8                            | Indonesia |
| Caithlyn Gwyneth Santoso                                                           | 26 tháng 3 năm 2009  | 9                            | Indonesia |
| Chalista Ellysia Sugianto                                                          | 1 tháng 3 năm 2006   | 9                            | Indonesia |
| Christabel Angela Jocelyn Santoso                                                  | 17 tháng 8 năm 2007  | 9                            | Indonesia |
| Iris Vevina Prasetio                                                               | 5 tháng 8 năm 2003   | 9                            | Indonesia |
| Lian Olivia Payten (Olivia Payten)                                                 | 13 tháng 10 năm 2003 | 9                            | Indonesia |
| Nabila Gusmarlia Putri                                                             | 22 tháng 6 năm 2005  | 9                            | Indonesia |
| Putri Elzahra                                                                      | 19 tháng 5 năm 2006  | 9                            | Indonesia |
| Shinta Devi Sujaya                                                                 | 7 tháng 6 năm 2003   | 9                            | Indonesia |
| Tiara Sasi Kirana Putri (Tiara Sasi)                                               | 29 tháng 3 năm 2001  | 9                            | Indonesia |
| Abieza Syabira                                                                     | 5 tháng 4 năm 2002   | 10                           | Indonesia |
| Danessa Valerie Hertanto                                                           | 4 tháng 4 năm 2002   | 10                           | Indonesia |
| Naura Safinatunnajah                                                               | 20 tháng 8 năm 2003  | 10                           | Indonesia |
| Kawamoto Saya                                                                      | 31 tháng 8 năm 1998  | Thành viên trao đổi từ AKB48 | Nhật Bản  |
| Chikano Rina                                                                       | 23 tháng 4 năm 1993  | Chuyển từ AKB48              | Nhật Bản  |
| Nakagawa Haruka                                                                    | 10 tháng 2 năm 1992  | Chuyển từ AKB48              | Nhật Bản  |
| Takajo Aki                                                                         | 3 tháng 10 năm 1991  | Chuyển từ AKB48              | Nhật Bản  |

## Nhà hát
Nhóm mở nhà hát riêng tại tầng 4 trung tâm mua sắm fX Sudirman vào đầu tháng 9/2012. Người hâm mộ có thể tham dự các buổi biểu diễn hàng ngày (trừ thứ 2), nơi đây được xây dựng như bản sao gần giống với Nhà hát AKB48 ở Akihabara- Tokyo, đồng thời là nhà hát đầu tiên của 1 nhóm chị em thuộc AKB48. Theo thông lệ, thành viên sẽ tháo bỏ bức ảnh chân dung ở hội trường nhà hát khi chính thức tốt nghiệp. Nhà hát có 250 ghế ngồi, còn lại là chỗ đứng; tổng cộng sẽ có 350 khán giả mỗi show.

### Các buổi diễn tại nhà hát (Stage)
| Tên                                                    | Thời gian                                                                                       |
| JKT48                                                  | JKT48                                                                                           |
| ------------------------------------------------------ | ----------------------------------------------------------------------------------------------- |
| Renai Kinshi Jourei (Aturan Anti Cinta)                | 20/3/2021- nay                                                                                  |
| Seishun Girls (Gadis-Gadis Remaja)                     | 27/3/2021-nay                                                                                   |
| Seifuku no Me (Tunas di Balik Seragam)                 | 29/5/2021-nay                                                                                   |
| Team J                                                 |                                                                                                 |
| Renai Kinshi Jourei (Aturan Anti Cinta)                | 26/12/2012 - 28/12/2013                                                                         |
| Dareka no Tame ni (Demi Seseorang)                     | 18/1-26/4/2015                                                                                  |
| Boku no Taiyou (Matahari Milikku)                      | 13/2-13/3/2015                                                                                  |
| Theater no Megami (Dewi Theater)                       | 17/5/2015-27/11/2016                                                                            |
| B•E•L•I•E•V•E                                          | 9/12/2016-14/5/2017                                                                             |
| Tadaima Renaichuu (Sekarang sedang Jatuh Cinta)        | 14/5/2017-1/3/2019                                                                              |
| Idol no Yoake (Fajar Sang Idola)                       | 3/3/2019-14/3/2021                                                                              |
| Team KIII                                              |                                                                                                 |
| Boku no Taiyou (Matahari Milikku)                      | - 28/6/2013-22/2/2014 - 6/5-29/7/2015                                                           |
| Seishun Girls (Gadis-Gadis Remaja)                     | 8/3/2014-14/3/2015                                                                              |
| Pajama Drive                                           | 31/3-28/7/2015                                                                                  |
| Saishuu Bell ga Naru (Bel Terakhir Berbunyi)           | 1/8/2015-27/11/2016                                                                             |
| B•E•L•I•E•V•E                                          | 8/12/2016-27/2/2018                                                                             |
| Saka Agari (Back Hip Circle)                           | 4/3/2018-13/11/2020                                                                             |
| Romansa Sang Gadis                                     | 13/4-21/6/2019                                                                                  |
| Ramune no Nomikata (Cara Meminum Ramune)               | 15/11/2020-13/3/2021                                                                            |
| Team T                                                 |                                                                                                 |
| Pajama Drive                                           | 31/1-6/3/2015                                                                                   |
| Te wo Tsunaginagara (Sambil Menggandeng Erat Tanganku) | - 15/3/2015-26/11/2016 - 23/2-30/8/2019                                                         |
| Renai Kinshi Jourei (Aturan Anti Cinta)                | 7/12/2016-22/5/2017                                                                             |
| Boku no Taiyou (Matahari Milikku)                      | 8/7-9/12/2017                                                                                   |
| Dareka no Tame ni (Demi Seseorang)                     | 10/12/2017-18/4/2018                                                                            |
| Seishun Girls (Gadis-Gadis Remaja)                     | 20/4-25/8/2018                                                                                  |
| Theater no Megami (Dewi Theater)                       | 2/9/2018-17/2/2019                                                                              |
| Seifuku no Me (Tunas di Balik Seragam)                 | 1/9-29/12/2019                                                                                  |
| Fly, Team T!                                           | 8/2/2020-12/3/2021                                                                              |
| Thực tập sinh/ Academy Class A                         |                                                                                                 |
| Pajama Drive                                           | - 17/5-13/12/2012 - 11/1-12/5/2013 - 24/5/2014-17/1/2015 - 7/8-19/11/2016 - 23/3/2019-11/3/2021 |
| Boku no Taiyou (Matahari Milikku)                      | - 17/5-25/6/2013 - 28/2-15/8/2020                                                               |
| Tim Bunga Matahari (Himawarigumi)                      |                                                                                                 |
| Bunga Matahari                                         | 8/4-21/12/2016                                                                                  |

## Nhóm nhỏ

### Các nhóm nhỏ cho đĩa đơn
- Senbatsu
- Undergirls
- Selection

### Các nhóm nhỏ biểu diễn
- 4 Gulali
- 4 Duren
- JKT48 Band
- JKT48 Acoustic

### Khác
- JKT48 Dance Project (Nhóm nhảy)
- Valkyrie48 (eSports)

## Danh sách đĩa nhạc

### Đĩa đơn
| - RIVER - Yuuhi wo miteiru ka? (Apakah Kau Melihat Mentari Senja?) - Koi Suru Fortune Cookie (Fortune Cookie Yang Mencinta) - Manatsu no Sounds Good! (Musim Panas Sounds Good!) - Flying Get - Gingham Check - Kokoro no Placard (Papan Penanda Isi Hati) - Kaze wa Fuiteiru (Angin Sedang Berhembus) - Pareo wa Emerald (Pareo adalah Emerald) - Kibouteki Refrain (Refrain Penuh Harapan) | - Halloween Night - Beginner - Mae Shika Mukanee (Hanya Lihat ke Depan) - LOVE TRIP - Saikou ka yo (Luar Biasa!) - So long! - Kimi no Hohoemi wo Yume ni Miru (Indahnya Senyum Manismu dalam Mimpiku) - Kimi wa Melody (Dirimu Melody) - Everyday, Kachuusha / UZA - High Tension | - Rapsodi - Darashinai Aishikata (Cara Ceroboh untuk Mencinta) - Flying High - Sayonara Crawl |

| - Heavy Rotation - Mahagita - JKT48 Festival (album tổng hợp) - B•E•L•I•E•V•E - JOY KICK! TEARS | - Christmas - JKT48 Circus - JKT48 Circus Part 2 - JKT48 Sousenkyo 2018 Top 3 - JKT48 Circus Part 3 - JKT48 Circus Part 4 - Acoustic |

## Danh sách phim & chương trình truyền hình

### Phim
| Năm  | Tên                                       | Thành viên               | Chú thích |
| ---- | ----------------------------------------- | ------------------------ | --- |
| 2014 | Viva JKT48                                | Cả nhóm                  | 8 thành viên trong vai chính, 8 thành viên đóng vai phụ, cùng thành viên còn lại của Team J và KIII.                                                                                                   |
| 2015 | Wewe                                      | Nabilah Ratna Ayu Azalia | Nabilah Ratna Ayu Azalia đóng vai phụ |
| 2015 | JKT48 Journal: Members Life Stories About | Cả nhóm                  | Phim tài liệu |
| 2015 | Sunshine Becomes You                      | Nabilah Ratna Ayu Azalia | Nabilah Ratna Ayu Azalia trong vai chính |
| 2018 | Dilan 1990                                | Adhisty Zara             | Adhisty Zara trong vai phụ |
| 2018 | Partikelir                                | Shinta Naomi             | Shinta Naomi xuất hiện với vai trò khách mời |
| 2018 | Dirimu Melody: The Story                  | Cả nhóm                  | Phim tài liệu |
| 2018 | Keluarga Cemara                           | 1 số thành viên          | - Adhisty Zara trong vai phụ - 3 thành viên (Eve Antoinette Ichwan, Melati Putri Rahel Sesilia, Thalia Ivanka Elizabeth) trong vai nhỏ - Citra Ayu Pranajaya Wibrado rời nhóm trước khi bộ phim ra mắt |
| 2019 | Dilan 1991                                | 1 số thành viên          | - Adhisty Zara trong vai phụ - Shania Gracia xuất hiện với tư cách khách mời không được công nhận |
| 2019 | Dua Garis Biru                            | 1 số thành viên          | - Adhisty Zara trong vai chính - 2 thành viên (Ariella Calista Ichwan, Cindy Hapsari M. P. P.) trong vai phụ                                                                                           |
| 2019 | Ratu Ilmu Hitam                           | 1 số thành viên          | Adhisty Zara trong vai phụ |
| 2019 | Senior                                    | 1 số thành viên          | Ariella Calista Ichwan trong vai phụ |

### Phim tài liệu
| Năm  | Tên                                                              | Ngày phát hành |
| ---- | ---------------------------------------------------------------- | -------------- |
| 2014 | VIVA JKT48                                                       | 5/6            |
| 2015 | DOCUMENTARY of JKT48 "JKT48 Journal: Members Life Stories About" | 16/5           |
| 2018 | DOCUMENTARY of JKT48 "Melody The Story: Dirimu Melody"           | 30/9           |
| 2021 | JKT48 Documentary: Prelude                                       | 29/5           |

### Chương trình truyền hình
| Năm       | Tên            | Kênh                        | Chú thích                     |
| --------- | -------------- | --------------------------- | ----------------------------- |
| 2012      | JKT48 School   | Global TV                   | Chương trình tạp kỹ hàng tuần |
| 2013      | JKT48 Missions | Trans7                      | Chương trình tạp kỹ hàng tuần |
| 2013      | JKT48 Story    | RCTI                        | Chương trình tạp kỹ hàng tuần |
| 2014–2015 | iClub48        | NET                         | Chương trình tạp kỹ hàng tuần |
| 2014–2015 | Yokoso JKT48   | Antv (2014–2015) RTV (2015) | Chương trình tạp kỹ hàng tuần |
| 2015–2016 | The Ichiban    | RTV                         | Chương trình tạp kỹ hàng tuần |

## Danh sách sự kiện

### Các chuyến lưu diễn & concert
| Tên | Thời gian        | Địa điểm                                            | Quốc gia                                            | Chú thích |
| --- | ---------------- | --------------------------------------------------- | --------------------------------------------------- | --- |
| Cùng AKB48 Group |                  |                                                     |                                                     | |
| AKB48 Group Asia Festival 2019 in Bangkok                                                                                 | 27/1/2019        | IMPACT Arena, Muang Thong Thani                     | Bangkok, Thái Lan                                   | 10 thành viên Yupi, Shani, Sinka, Feni, Aya, Okta, Stefi, Gracia, Vienny, Ayana tham dự sự kiện |
| AKB48 Group Asia Festival 2019 in Shanghai                                                                                | 24/8/2019        | Trung tâm Hội nghị và Triển lãm Quốc gia            | Thượng Hải, Trung Quốc                              | 8 thành viên Zara, Ayana, Beby, Feni, Aya, Shani, Gracia, Celine tham dự sự kiện |
| AKB48 Group Asia Festival 2021 ONLINE                                                                                     | 27/6/2021        | Tokyo Dome City Hall                                | Tokyo, Nhật Bản                                     | Cả 33 thành viên hiện tại sẽ tham gia trực tuyến do đại dịch COVID-19 |
| JKT48 tổ chức |                  |                                                     |                                                     | |
| Mega Konser JKT48 | 17/7/2012        | Studio 8, Jalan Raya Pejuangan, Kebon Jeruk         | Jakarta                                             | Buổi concert đầu tiên |
| JKT48 1st Anniversary Event                                                                                               | 23/12/2012       | Gedung Bulutangkis Senayan                          | Jakarta                                             | Kỷ niệm 1 năm ra mắt, lần đầu tiên Takajo Aki & Nakagawa Haruka biểu diễn cùng nhóm |
| Konser JKT48 "Warnai Harimu"                                                                                              | 17/2/2013        | Studio 8, Jalan Raya Pejuangan, Kebon Jeruk         | Jakarta                                             | Ra mắt album đầu tay “Heavy Rotation” |
| Perkenalkan, Nama Kami JKT48 - JKT48 5 Cities Concert Tour                                                                | 23/6-4/7/2013    | Makassar, Surakarta, Balikpapan, Surabaya, Jakarta  | Makassar, Surakarta, Balikpapan, Surabaya, Jakarta  | Buổi concert toàn quốc |
| Sparkling JKT48 - JKT48 1st National Tour                                                                                 | 29/9/2013-2/2014 | Banjarmasin, Batam, Medanm, Bandung, Malang, Padang | Banjarmasin, Batam, Medanm, Bandung, Malang, Padang | Buổi concert toàn quốc |
| JKT48 2nd Anniversary Live in Concert "Performing All Out! Terima Kasih Telah Menjadi Temanku"                            | 21/12/2013       | Hội trường toàn thể Trung tâm hội nghị Jakarta      | Jakarta                                             | Kỷ niệm 2 năm ra mắt |
| JKT48 Festive Concert | 28/1/2014        | Studio 8, Jalan Raya Pejuangan, Kebon Jeruk         | Jakarta                                             | Công bố 63 ứng viên cho thế hệ 3 |
| JKT48 The Exclusive Concert Trans Studio Bandung                                                                          | 7/3/2014         | Trans Studio Bandung                                | Bandung                                             | |
| JKT48 5th Single Flying Get Launching Concert                                                                             | 15/3/2014        | Nusa Indah Theater, Balai Kartini,                  | Jakarta                                             | Ra mắt 32 thành viên thế hệ 3, công bố sơ bộ senbatsu cho single thứ 6 |
| JKT48 "Love in Concert" Semarang                                                                                          | 3/5/2014         | PRPP Merapi Convention Hall                         | Jawa                                                | |
| JKT48 Exclusive Live in Concert Yogyakarta                                                                                | 10/5/2014        | Jogja Expo Center                                   | Yogyakarta                                          | |
| JKT48 "Rise & Shine" Medan Concert                                                                                        | 31/5/2014        | Hermes Convention Hall                              | Medan                                               | |
| JKT48 6th Single Gingham Check Launching Concert                                                                          | 11/6/2014        | Nusa Indah Theater                                  | Nam Jakarta                                         | Ra mắt single thứ 6 Gingham Check |
| JKT48 Nationwide Tour "Mengarungi Samudra Nusantara Mengetuk Pintu Hatimu"                                                | 22/6/2014        | Chuyến lưu diễn toàn quốc                           | Chuyến lưu diễn toàn quốc                           | Chuyến lưu diễn toàn quốc |
| JKT48 Team KIII 1st Anniversary Concert                                                                                   | 25/6/2014        | Hall A Basketball Senayan                           | Jakarta                                             | Buổi concert kỷ niệm 1 năm ra mắt Team KIII |
| JKT48 3rd Anniversary Live in Concert "Saya Masih Anak Kecil"                                                             | 27-28/12/2014    | Tennis Indoor Senayan                               | Jakarta                                             | Kỷ niệm 3 năm ra mắt |
| AKB48 x JKT48 Concert "Bergandengan Tangan Bersama Kakak"                                                                 | 20/2/2015        | Kota Kasablanka                                     | Jakarta                                             | Biểu diễn cùng AKB48 |
| "JKT48 Ada banyak rasa, Pilih suka rasa apa?" JKT48 LIVE in CONCERT                                                       | 13/6/2015        | Kelapa Gading Sports Mall                           | Jakarta                                             | Chia thành 4 show: - 1st Show - Team T "Teppen Tottande!" - Ingin Meraih Puncak! - 2nd Show - Team KIII "DON'T LOOK BACK!" - Jangan Melihat ke Belakang! - 3rd Show - Team J "Idol no Ouja" - Ratu Para Idola - 4th Show -Cả nhóm: "Mirai no Tobira" - Pintu Masa Depan |
| JKT48 4th Anniversary Countdown Festival                                                                                  | 31/12/2015       | Mall @ Alam Sutera                                  | Serpong                                             | |
| JKT48 Request Hour Setlist Best 30 2016                                                                                   | 27/2/2016        | Balai Sarbini                                       | Jakarta                                             | Fan bình chọn cho các bài hát của JKT48 mà họ yêu thích. |
| The Untold Story of JKT48 Concert in Stadium Gelora Bung Karno                                                            | 7/5/2016         | Sân vận động Gelora Bung Karno                      | Jakarta                                             | Sự kiện mở đầu cho cuộc Tổng tuyển cử cho Single thứ 13 của nhóm |
| JKT48 Live in Concert "Wayahe Suroboyo, Rek!!"                                                                            | 3/6/2016         | 88 Avenue Surabaya.                                 | Surabaya                                            | Ra mắt nhà hát tại Surabaya sau đó 1 tháng |
| JKT48 5th Anniversary Live in Concert "B•E•L•I•E•V•E"                                                                     | 17/12/2016       | Trans Luxury Convention Center Bandung              | Bandung                                             | Kỷ niệm 5 năm ra mắt, Buổi biểu diễn tốt nghiệp của Nakagawa Haruka |
| JKT48 Concert in Surabaya "B•E•L•I•E•V•E"                                                                                 | 18/3/2017        | Ciputra Hall Surabaya                               | Surabaya                                            | |
| JKT48 Concert in Yogyakarta "B•E•L•I•E•V•E"                                                                               | 1/4/2017         | PKKH Universitas Gajah Mada Jogjakarta              | Surabaya                                            | |
| JKT48 Team KIII Solo Concert "Jangan Kasih K3ndor"                                                                        | 29/7/2017        | Gelanggang Olahraga Seskoal                         | Nam Jakarta                                         | Buổi concert của Team KIII |
| JKT48 Request Hour Setlist Best 30 2017                                                                                   | 4/11/2017        | Balai Sarbini                                       | Jakarta                                             | Fan bình chọn cho các bài hát của JKT48 mà họ yêu thích. |
| JKT48 6th Anniversary Live in Concert                                                                                     | 23/12/2017       | Big Bang Jakarta                                    | Jakarta                                             | Kỷ niệm 6 , ra mắt |
| Melody Nurramdhani Laksani Graduation Concert "Dirimu Melody"                                                             | 24/3/2018        | Kota Kasablanka Hall                                | Jakarta                                             | Buổi biểu diễn tốt nghiệp của Melody Nurramdhani Laksani |
| Devi Kinal Putri Graduation Event "Forever Jeanne d’Arc~"                                                                 | 27/6/2018        | Thamrin Nine Ball Room                              | Jakarta                                             | Buổi biểu diễn tốt nghiệp của Devi Kinal Putri |
| JKT48 Pemilihan Member Single ke 20 Pre-Event Live Concert "Siapakah yang Akan Menjadi Ratu Tahun Ini?"                   | 17/11/2018       | Ballroom Sleman City Hall                           | Yogyakarta                                          | Sự kiện mở đầu cho Tổng tuyển cử cho Single thứ 20 của nhóm |
| Road to JKT48 7th Anniversary                                                                                             | 8/12/2018        | Tunjungan Plaza Convention Center Surabaya          | Surabaya                                            | |
| JKT48 7th Anniversary Concert                                                                                             | 22/12/2018       | Balai Sarbini                                       | Jakarta                                             | Kỷ niệm 7 , ra mắt, buổi biểu diễn tốt nghiệp của Riskha Fairunissa, Shinta Naomi, & Made Devi Ranita Ningtara |
| JKT48 Request Hour 2019 and Shania Junianatha Graduation Ceremony                                                         | 27/4/2019        | Balai Sarbini                                       | Jakarta                                             | Fan bình chọn cho các bài hát của JKT48 mà họ yêu thích, cũng là buổi lễ tốt nghiệp của Shania Junianatha |
| JKT48 Team J Solo Concert "J Paradise" and Cindy Yuvia Graduation Ceremony "Idol's Decision"                              | 21/7/2019        | BRP SMESCO Convention Hall                          | Nam Jakarta                                         | Buổi concert của Team J, cũng là buổi lễ tốt nghiệp của Cindy Yuvia |
| Wisuda Kelopak-Kelopak Bunga Sakura and Original Single Senbatsu Sousenkyo                                                | 30/11/2019       | BRP SMESCO Convention Hall                          | Nam Jakarta                                         | - Buổi biểu diễn tốt nghiệp của Sonia Natalia, Ayana Shahab, Viviyona Apriani, Adhisty Zara, Jennifer Rachel Natasya, Ratu Vienny Fitrilya, Michelle Christo Kusnadi, Syahfira Angela Nurhaliza, Thalia Ivanka. - Công bố senbatsu cho original single của nhóm         |
| JKT48 8th Anniversary Concert                                                                                             | 22/12/2019       | Tunjungan Plaza Convention Hall                     | Surabaya                                            | Kỷ niệm 8 năm ra mắt |
| JKT48 Team KIII Solo Concert "KIII vs KIII"                                                                               | 14/2/2020        | GOR Bulungan                                        | Nam Jakarta                                         | Buổi concert của Team KIII |
| JKT48 X Teh Kotak "Cerita Rasa, Cerita Remaja"                                                                            | 27/11/2020       | Nhà hát JKT48 tại fX Sudirman                       | Jakarta                                             | |
| JKT48 9th Anniversary "SOL/LUNA"                                                                                          | 18/12/2020       | Studio 14, MNC Studios                              | Jakarta                                             | Kỷ niệm 9 năm ra mắt |
| JKT48 Special Graduation Ceremony "Thank You for The Memories"                                                            | 28/2/2021        | Nhà hát JKT48 tại fX Sudirman                       | Jakarta                                             | 26 thành viên tốt nghiệp đồng thời |
| JKT48 Request Hour Setlist Best 30 2021                                                                                   | 4/9/2021         | Nhà hát JKT48 tại fX Sudirman                       | Jakarta                                             | |
| JKT48 Theater 9th Anniversary                                                                                             | 12/9/2021        | Nhà hát JKT48 tại fX Sudirman                       | Jakarta                                             | Kỷ niệm 9 năm ra mắt |
| JKT48 10th Anniversary Kick-off Conference                                                                                | 18/12/2021       | Nhà hát JKT48 tại fX Sudirman                       | Jakarta                                             | Kỷ niệm 10 năm ra mắt |
| Khác |                  |                                                     |                                                     | |
| Jakarta Japan Pop Culture Festival 2012                                                                                   | 25/2/2012        | Kartika Expo, Balai Kartini                         | Jakarta, Indonesia                                  | Biểu diễn cùng AKB48 |
| Gyomu Renraku. Tanomuzo, Katayama Bucho! in Saitama Super Arena (業務連絡。頼むぞ、片山部長! in さいたまスーパーアリーナ) | 23-25/3/2012     | Saitama Super Arena                                 | Saitama, Nhật Bản                                   | - Tham gia cùng SKE48, NMB48, HKT48, SDN48. - Maeda Atsuko thông báo tốt nghiệp |
| AKB48 in TOKYO DOME ~1830m no Yume~ (AKB48 in TOKYO DOME ～1830mの夢～)                                                   | 24-26/8/2012     | Tokyo Dome                                          | Tokyo, Nhật Bản                                     | Buổi biểu diễn tốt nghiệp của Maeda Atsuko |
| @JAM EXPO 2014 | 31/8/2014        | Yokohama Arena                                      | Yokohama, Nhật Bản                                  | Concert đầu tiên nhóm tổ chức tại Nhật Bản |
| Tokyo Idol Festival in Bangkok Comic Con 2018                                                                             | 27-29/4/2018     | Royal Paragon Hall                                  | Bangkok, Thái Lan                                   | Biểu diễn cùng BNK48 và các nghệ sỹ NGT48, Akishibu Project, Lovely Doll, Manekikecak, Milcs Honmono, Necopla, Papirosier, Take Have Fun từ Nhật Bản |
| JKT48 x Asian Games 2018                                                                                                  | 18/8-2/9/2018    | Jakarta và Palembang, Indonesia                     | Jakarta và Palembang, Indonesia                     | Nhóm biểu diễn trong các sự kiện tại Đại hội Thể thao châu Á 2018 |
| Jak Japan Matsuri 2018 | 9/9/2018         | Plaza Tenggara Senayan                              | Jakarta, Indonesia                                  | Biểu diễn cùng AKB48 nhân kỷ niệm 60 năm quan hệ ngoại giao Nhật Bản- Indonesia |
| Asian Idol Music Festival                                                                                                 | 21-22/9/2019     | CentralFestival Pattaya Beach                       | Pattaya, Thái Lan                                   | |
| ONE LOVE ASIA | 27/5/2020        | Tổ chức trực tuyến do đại dịch COVID-19             | Tổ chức trực tuyến do đại dịch COVID-19             | 3 thành viên Shanin, Feni, Aya biểu diễn cùng các nhóm chị em thuộc AKB48 và các nghệ sỹ khác tại Châu Á, phát sóng trên Youtube, WebTV ASIA |
| Japan Expo Malaysia 2020 Goes Virtual                                                                                     | 18/7/2020        | Tổ chức trực tuyến do đại dịch COVID-19             | Tổ chức trực tuyến do đại dịch COVID-19             | SKE48 cùng JKT48 biểu diễn |
| TIF ASIA TOUR KICK OFF | 3/9/2021         | Tổ chức trực tuyến do đại dịch COVID-19             | Tổ chức trực tuyến do đại dịch COVID-19             | |
| TOKYO IDOL FESTIVAL 2023 supported by Nishitan Clinic                                                                     | 5/8/2023         | Khu vực Odaiba và Aomi ở Tokyo, Nhật Bản            | Khu vực Odaiba và Aomi ở Tokyo, Nhật Bản            | |

### Các cuộc tổng tuyển cử
Từ khi ra mắt, nhóm tổ chức 6 cuộc tổng tuyển cử từ 2014.
| Năm  | Tên                                      | Thời gian | Địa điểm                               | Ghi chú |
| ---- | ---------------------------------------- | --------- | -------------------------------------- | --- |
| 2014 | JKT48 6th Single Senbatsu Sousenkyo      | 26/4      | Nhà hát JKT48 tại fX Sudirman, Jakarta | Cuộc tổng tuyển cử đầu tiên cho single thứ 6 Gingham Check, Melody Nurramdhani Laksani chiến thắng với 14541 phiếu bầu               |
| 2015 | JKT48 10th Single Senbatsu Sousenkyo     | 2/5       | Tanah Airku Theater, Jakarta           | Cuộc tổng tuyển cử thứ 2 cho single thứ 10 Kibouteki Refrain, Jessica Veranda chiến thắng với 22404 phiếu bầu                        |
| 2016 | JKT48 13th Single Senbatsu Sousenkyo     | 7/5       | Sân vận động Gelora Bung Karno         | Cuộc tổng tuyển cử thứ 3 cho single thứ 13 Mae Shika Mukanee, Jessica Veranda chiến thắng với 42005 phiếu bầu                        |
| 2017 | JKT48 17th Single Senbatsu Sousenkyo     | 22/4      | Balai Sarbini                          | Cuộc tổng tuyển cử thứ 4 cho single thứ 17 Indahnya Senyum Manismu dalam Mimpiku, Shani Indira Natio chiến thắng với 47717 phiếu bầu |
| 2018 | JKT48 20th Single Senbatsu Sousenkyo     | 17/11     | Sleman City Hall                       | Cuộc tổng tuyển cử thứ 5 cho single thứ 20 High Tension, Cindy Yuvia chiến thắng với 68031 phiếu bầu                                 |
| 2019 | JKT48 Original Single Senbatsu Sousenkyo | 30/11     | BRP SMESCO Convention Hall             | Cuộc tổng tuyển cử thứ 6 cho single thứ 21 (single gốc) Rapsodi, Shani Indira Natio chiến thắng với 72707 phiếu bầu                  |

### Sự kiện thể thao
| Năm  | Tên                                    | Thời gian | Địa điểm                       | Ghi chú                                       |
| ---- | -------------------------------------- | --------- | ------------------------------ | --------------------------------------------- |
| 2018 | JKT48 Sports Competition 2018          | 16/9      | Pertamina Sports Hall, Jakarta | Lần đầu tổ chức                               |
| 2022 | Pokémon UNITE AKB48 Group Invitational | 8-16/1    | Trực tuyến                     | Thi đấu Pokémon Unite với BNK48, CGM48, MNL48 |

## Giải thưởng và thành tựu
| Năm  | Giải thưởng                               | Hạng mục                                       | Đề cử                                                | Kết quả   |
| ---- | ----------------------------------------- | ---------------------------------------------- | ---------------------------------------------------- | --------- |
| 2012 | Yahoo! OMG Awards                         | Best Group                                     | JKT48                                                | Đoạt giải |
| 2012 | HAI Readers Music Awards 2012             | Best Costume                                   | JKT48                                                | Đoạt giải |
| 2012 | HAI Readers Music Awards 2012             | Best Stage Performance                         | JKT48                                                | Đoạt giải |
| 2012 | HAI Readers Music Awards 2012             | Best Freshmeat                                 | JKT48                                                | Đoạt giải |
| 2012 | HAI Readers Music Awards 2012             | Best of The Best (non-nominasi)                | JKT48                                                | Đoạt giải |
| 2012 | HAI Readers Music Awards 2012             | Best Single                                    | Heavy Rotation                                       | Đoạt giải |
| 2012 | JPop Asia Music Awards 2012               | Best Single                                    | Heavy Rotation                                       | Đề cử     |
| 2012 | JPop Asia Music Awards 2012               | Best MV                                        | Heavy Rotation                                       | Đề cử     |
| 2013 | 100% Ampuh Awards                         | Best Girlband                                  | JKT48                                                | Đoạt giải |
| 2013 | Dahsyatnya Awards                         | Outstanding Newcomer                           | JKT48                                                | Đoạt giải |
| 2013 | Dahsyatnya Awards                         | Outstanding Stage Act                          | JKT48                                                | Đề cử     |
| 2013 | Selebrita Awards                          | Newcomer of the Year                           | JKT48                                                | Đoạt giải |
| 2013 | SCTV Music Awards                         | Most Famous Girlband                           | JKT48                                                | Đề cử     |
| 2013 | KLIK! Awards                              | Favorite Newcomer                              | Heavy Rotation                                       | Đoạt giải |
| 2013 | Bintang RPTI Awards                       | Favorite Teen Television Show Program          | JKT48 Missions                                       | Đoạt giải |
| 2013 | Nickelodeon Indonesia Kids' Choice Awards | Favorite Boyband/Girlband                      | JKT48                                                | Đoạt giải |
| 2013 | Anugerah Musik Indonesia                  | Best Pop Vocal Group                           | JKT48                                                | Đề cử     |
| 2013 | Anugerah Musik Indonesia                  | Best of the Best Newcomer                      | JKT48                                                | Đề cử     |
| 2013 | Anugerah Musik Indonesia                  | Best Pop Vocal Group                           | JKT48                                                | Đề cử     |
| 2013 | Yahoo! OMG Awards                         | Best Group                                     | JKT48                                                | Đoạt giải |
| 2013 | Yahoo! OMG Awards                         | Celeb with Most Die-Hard Fans                  | JKT48                                                | Đoạt giải |
| 2013 | Yahoo! OMG Awards                         | Most Wanted Female                             | Melody JKT48                                         | Đề cử     |
| 2013 | Yahoo! OMG Awards                         | Teenage Idol Girl                              | Nabilah JKT48                                        | Đề cử     |
| 2013 | Hai Reader's Poll Music Awards            | Best Concert                                   | Perkenalkan, Nama Kami JKT48                         | Đoạt giải |
| 2013 | Hai Reader's Poll Music Awards            | Best Single                                    | Koi Suru Fortune Cookie                              | Đoạt giải |
| 2013 | Hai Reader's Poll Music Awards            | Best Costume                                   | JKT48                                                | Đoạt giải |
| 2013 | Hai Reader's Poll Music Awards            | Best Freshmeat                                 | JKT48                                                | Đoạt giải |
| 2013 | Hai Reader's Poll Music Awards            | Best Stage Act                                 | JKT48                                                | Đề cử     |
| 2014 | Dahsyatnya Awards                         | Outstanding Song                               | River                                                | Đoạt giải |
| 2014 | Dahsyatnya Awards                         | Outstanding Collaboration Duo/Group            | JKT48                                                | Đoạt giải |
| 2014 | Dahsyatnya Awards                         | Outstanding Stage Act                          | JKT48                                                | Đoạt giải |
| 2014 | SCTV Awards                               | Most Famous Boyband/Girlband                   | JKT48                                                | Đề cử     |
| 2014 | Global Seru Awards                        | Most Exciting Action Stage                     | JKT48                                                | Đoạt giải |
| 2014 | Global Seru Awards                        | Most Exciting Song                             | Koi Suru Fortune Cookie                              | Đoạt giải |
| 2014 | World Music Awards                        | World's Best Video                             | Koi Suru Fortune Cookie                              | Đề cử     |
| 2014 | World Music Awards                        | World's Best Live Act                          | JKT48                                                | Đề cử     |
| 2014 | World Music Awards                        | World's Best Group                             | JKT48                                                | Đề cử     |
| 2014 | World Music Awards                        | World's Best Indonesian Group (Voted)          | JKT48                                                | Đoạt giải |
| 2014 | World Music Awards                        | World's Best Indonesian Live Act (Voted)       | JKT48                                                | Đoạt giải |
| 2014 | World Music Awards                        | World's Best Indonesian Video (Voted)          | Koi Suru Fortune Cookie                              | Đoạt giải |
| 2014 | Nickelodeon Indonesia Kids' Choice Awards | Favorite Boyband/Girlband                      | JKT48                                                | Đoạt giải |
| 2014 | Bintang RPTI Awards                       | Favorite Star Advertisement                    | JKT48                                                | Đoạt giải |
| 2014 | Anugerah Musik Indonesia                  | Best Vocal Group Production Work               | River                                                | Đề cử     |
| 2014 | Anugerah Musik Indonesia                  | Best Pop Vocal Group                           | JKT48                                                | Đoạt giải |
| 2014 | Showbiz Indonesia Awards                  | Band/Group of the Year                         | JKT48                                                | Đoạt giải |
| 2014 | Hai Reader's Poll Music Awards            | The Best Single                                | Papan Penanda Isi Hati                               | Đề cử     |
| 2015 | Dahsyatnya Awards                         | Outstanding Duo/Group                          | JKT48                                                | Đoạt giải |
| 2015 | Dahsyatnya Awards                         | Outstanding Most Diligently Performance Artist | JKT48                                                | Đề cử     |
| 2015 | Nickelodeon Kids' Choice Awards           | Favorite Asian Act                             | JKT48                                                | Đoạt giải |
| 2015 | SCTV Music Awards                         | Most Famous Boyband/Girlband                   | JKT48                                                | Đề cử     |
| 2015 | Nickelodeon Indonesia Kids' Choice Awards | Favorite Boyband/Girlband                      | JKT48                                                | Đoạt giải |
| 2015 | Anugerah Musik Indonesia                  | Best Vocal Group Production Work               | Papan Penanda Isi Hati                               | Đề cử     |
| 2015 | Anugerah Musik Indonesia                  | Best Pop Vocal Group                           | JKT48                                                | Đoạt giải |
| 2015 | Social Media Awards                       | Positive Sentiment Vocal Group on Social Media | JKT48                                                | Đoạt giải |
| 2015 | WebTVAsia Awards                          | Indonesia Most Popular Channel                 | JKT48                                                | Đề cử     |
| 2015 | Anugerah Dangdut Indonesia                | Most Popular Dangdut Friend                    | JKT48                                                | Đoạt giải |
| 2015 | Mom & Kids Awards                         | Favorite Group/Duo/Band                        | JKT48                                                | Đoạt giải |
| 2015 | Hai Reader's Poll Music Awards            | Best Single                                    | Halloween Night                                      | Đề cử     |
| 2016 | JawaPos.com Group Awards                  | Best Group/Duo Singer                          | JKT48                                                | Đoạt giải |
| 2016 | Dahsyatnya Awards                         | Outstanding Duo/Group                          | JKT48                                                | Đoạt giải |
| 2016 | Anugerah Musik Indonesia                  | Best Pop Vocal Group                           | Hanya Lihat Kedepan                                  | Đề cử     |
| 2016 | Anugerah Musik Indonesia                  | Best Vocal Group Production Work               | Hanya Lihat Kedepan                                  | Đề cử     |
| 2016 | Indonesian Social Media Awards            | Female Celeb Twitter                           | Melody JKT48                                         | Đoạt giải |
| 2016 | SCTV Music Awards                         | Most Famous Boyband/Girlband                   | JKT48                                                | Đề cử     |
| 2016 | Panasonic Gobel Awards                    | Favorite Special Event                         | JKT48 Ada Banyak Rasa                                | Đề cử     |
| 2016 | Mom & Kids Awards                         | Favorite Group/Duo/Band                        | JKT48                                                | Đoạt giải |
| 2017 | JawaPos.com Group Awards                  | Favorite Group/Band                            | JKT48                                                | Đoạt giải |
| 2017 | Anugerah Musik Indonesia                  | Best Vocal Group Production Work               | JKT Festival                                         | Đề cử     |
| 2017 | Anugerah Musik Indonesia                  | Best Pop Vocal Group                           | JKT48                                                | Đề cử     |
| 2018 | OZ Radio Friendly Music Awards 2018       | Most Friendly Duo/Group Singer                 | JKT48                                                | Chưa có   |
| 2018 | Piala Maya 2018                           | Selected Child Actor/Actress/Teenager          | Adhisty Zara                                         | Đoạt giải |
| 2019 | Indonesian Movie Actors Awards 2019       | Best Child Actor                               | Adhisty Zara                                         | Đoạt giải |
| 2019 | Festival Film Bandung 2019                | The Leading Female Actress Praised in Cinema   | Adhisty Zara                                         | Đề cử     |
| 2020 | RCTI+ Indonesian Digital Awards 2020      | Most Favourite Live Chat Plus Seleb            | Beby, Feni và Shani                                  | Đoạt giải |
| 2020 | RCTI+ Indonesian Digital Awards 2020      | Most Favourite Live Chat Plus Seleb            | Frieska, Gaby và Celine                              | Đề cử     |
| 2020 | RCTI+ Indonesian Digital Awards 2020      | Most Favourite Podcast                         | Lambe 48                                             | Đoạt giải |
| 2020 | RCTI+ Indonesian Digital Awards 2020      | Digital Darling Female                         | Beby Chaesara Anadila                                | Đề cử     |
| 2020 | RCTI+ Indonesian Digital Awards 2020      | Digital Darling Female                         | Shani Indira Natio                                   | Đề cử     |
| 2020 | RCTI+ Indonesian Digital Awards 2020      | Digital Darling Female                         | Shania Gracia                                        | Đề cử     |
| 2020 | Anugerah Musik Indonesia                  | Best Vocal Group Production Work               | Rapsodi                                              | Đề cử     |
| 2021 | Anugerah Musik Indonesia                  | Best Vocal Group Production Work               | "Cara Ceroboh untuk Mencinta (Darashinai Aishikata)" | Đề cử     |
| 2021 | Festival Film Indonesia 2021              | Nữ diễn viên được khán giả yêu thích nhất      | Fransisca Saraswati Puspa Dewi                       | Đoạt giải |
| 2021 | Indonesian Movie Actors Awards 2021       | Diễn viên mới xuất sắc nhất                    | Fransisca Saraswati Puspa Dewi                       | Đoạt giải |
| 2022 | Indonesian Music Awards                   | Duo-Group-Band of The Year                     | JKT48                                                | Đoạt giải |